# Friedrich Wilhelm Graupenstein

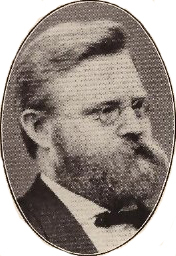
Friedrich Wilhelm Graupenstein, Druck einer Fotografie

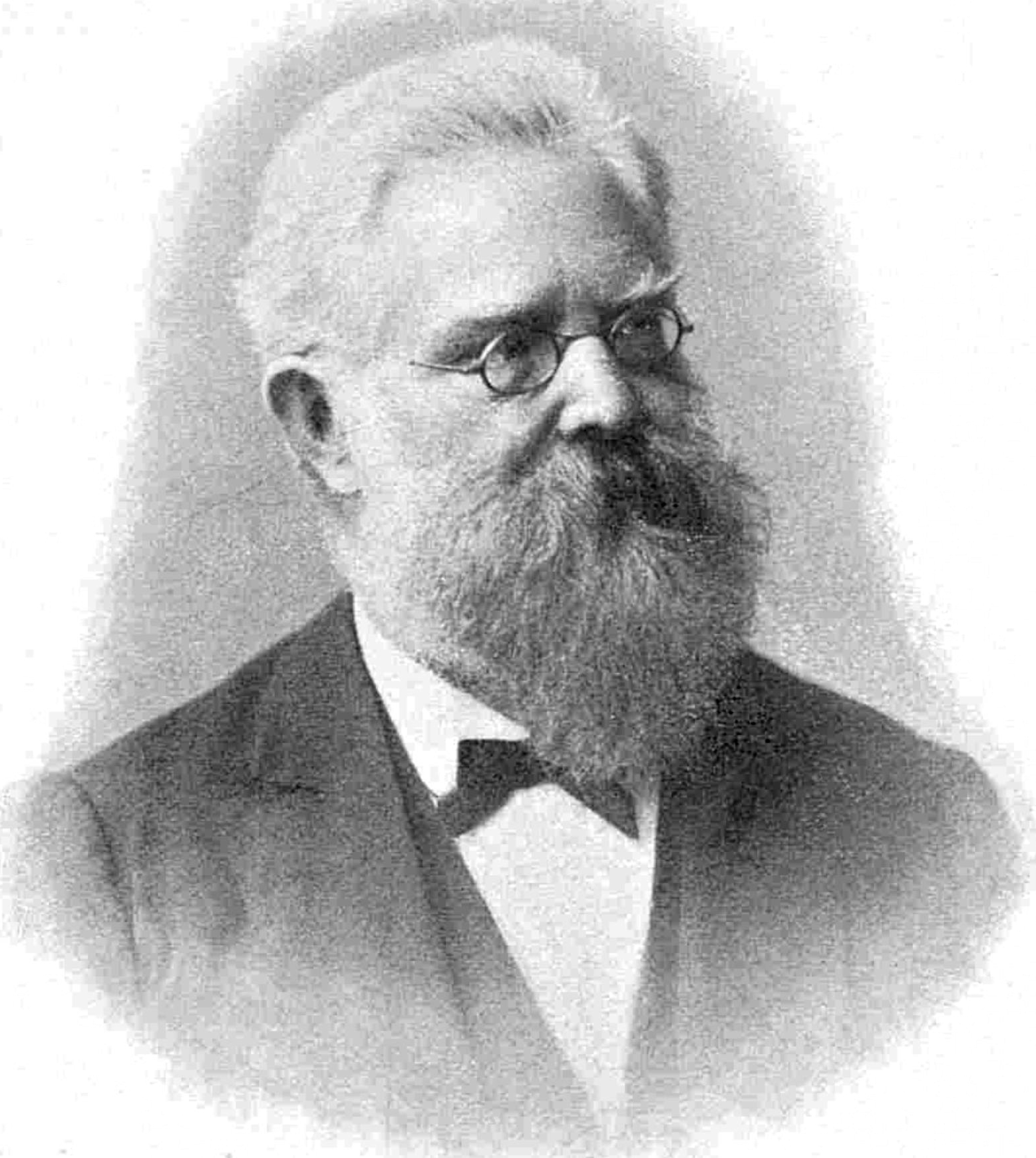
Friedrich Wilhelm Graupenstein, Druck einer Fotografie

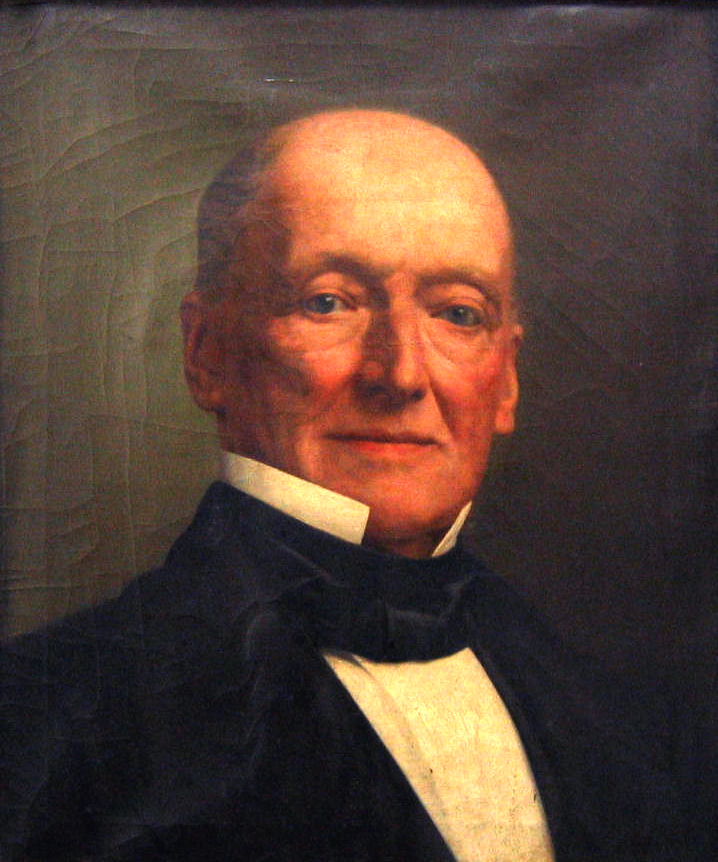
Porträt Nikolaus Meyer, zwischen 1851 und 1853, Öl auf Leinwand, Klassik Stiftung Weimar

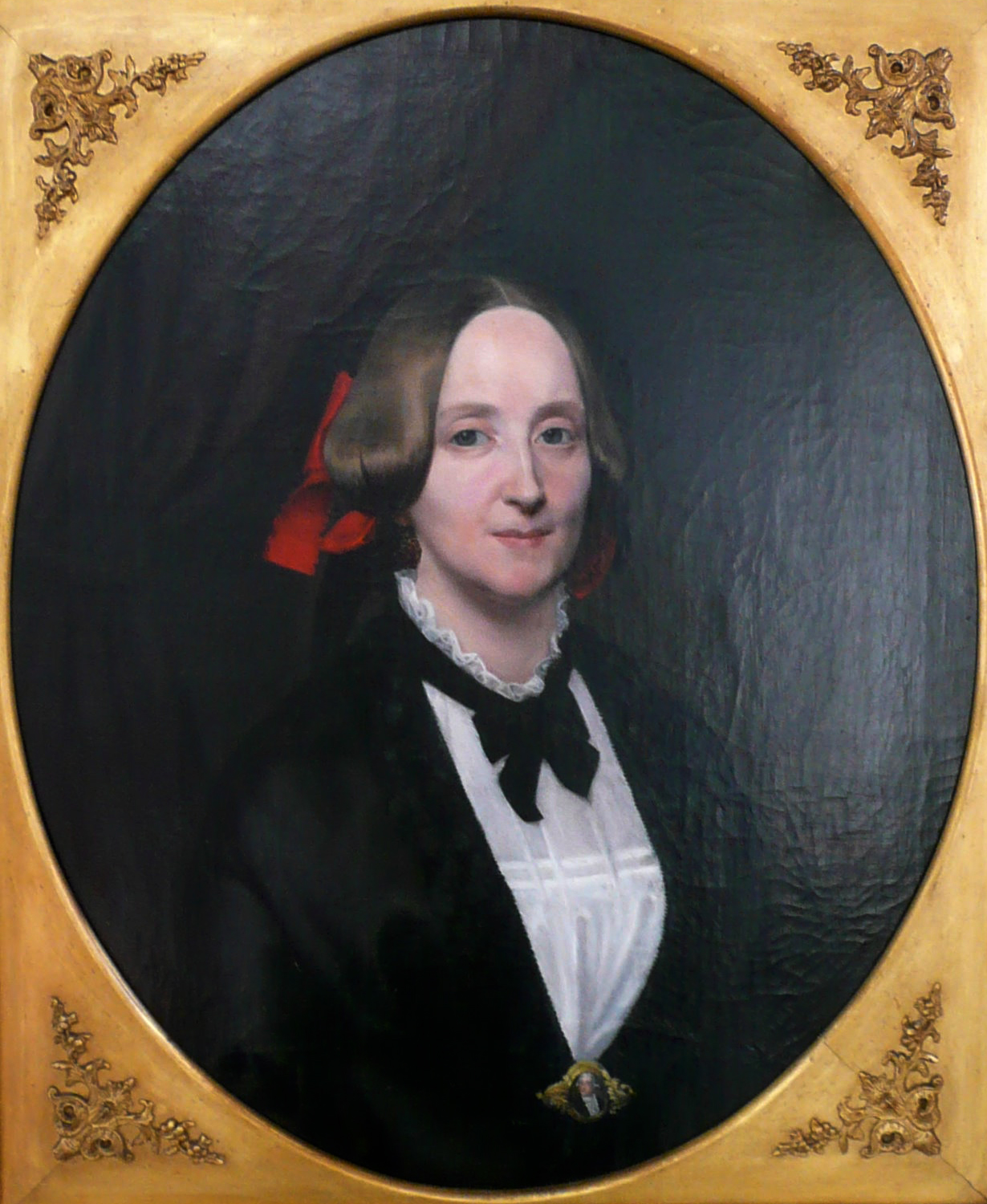
Porträt Emilie Dorothea Auguste Wilhelmine von Pogrell, geborene Harten, Oktober 1854, Öl auf Leinwand, Mindener Museum

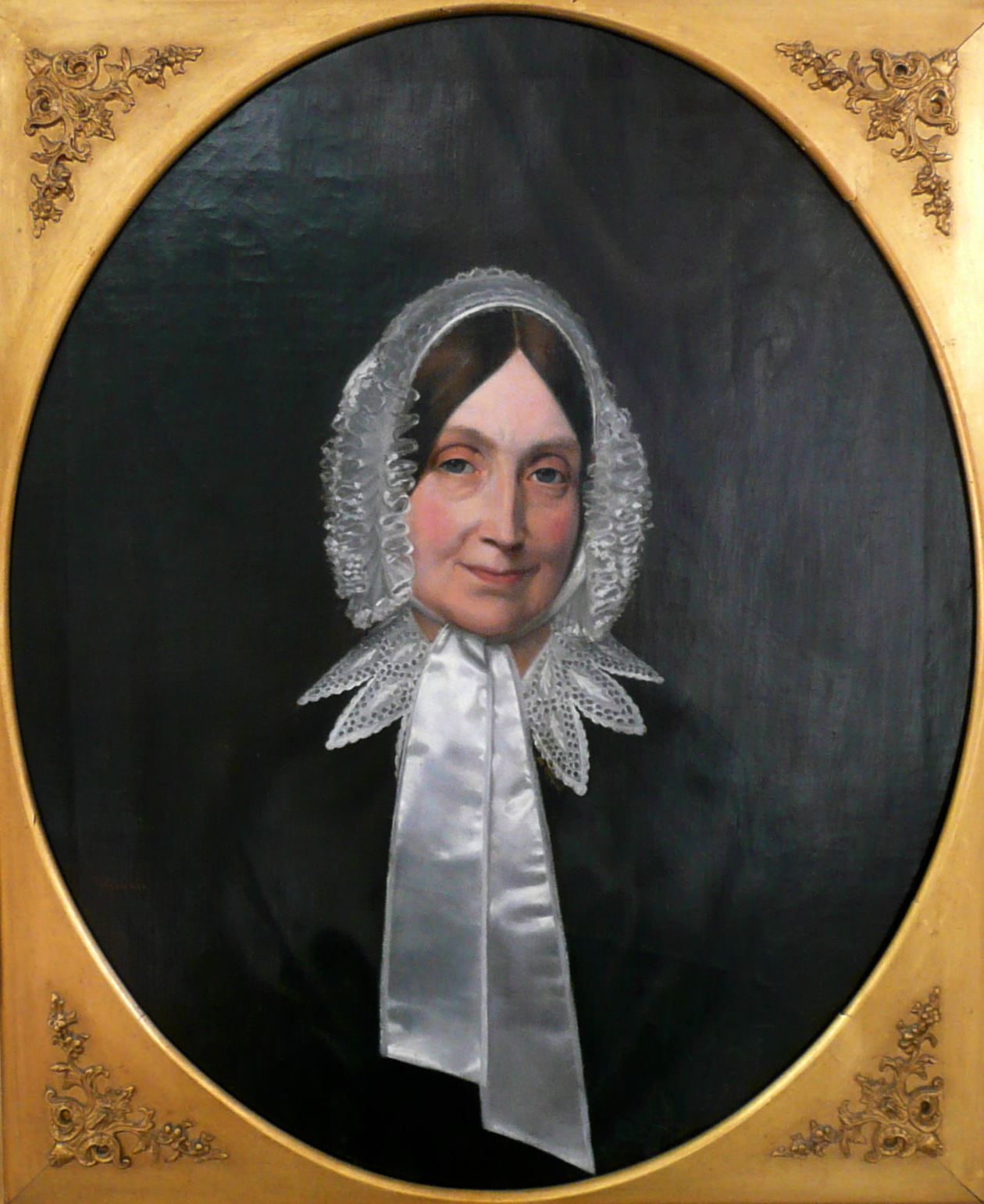
Porträt Maria Franziska Caroline Wilhelmine Harten, geborene Schmidts, Oktober 1854, Öl auf Leinwand, Mindener Museum

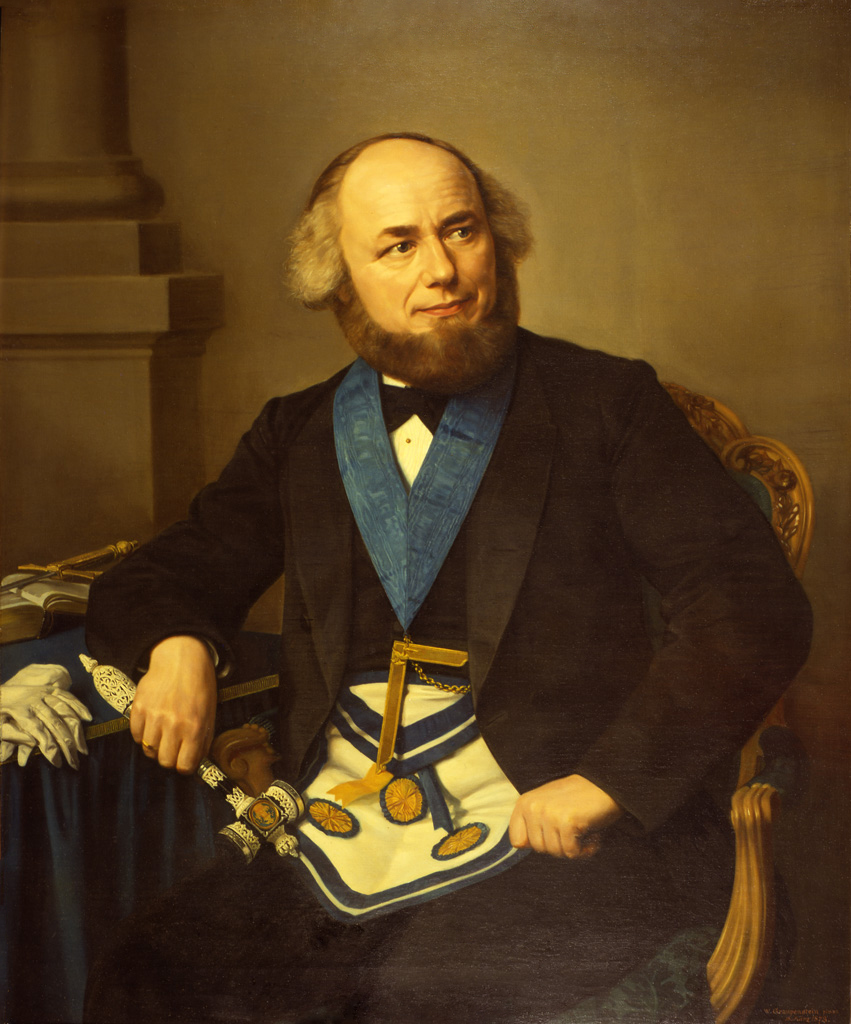
Porträt Wichard Lange, 1873, Öl auf Leinwand, Museum für Hamburgische Geschichte

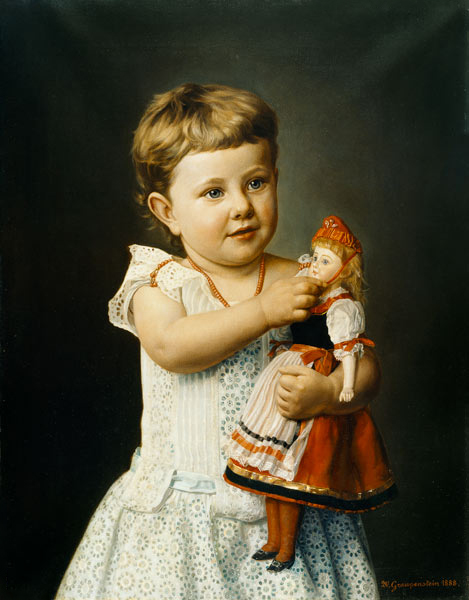
Porträt der Enkelin Olga Graupenstein, 1888, Öl auf Leinwand, Hamburger Kunsthalle

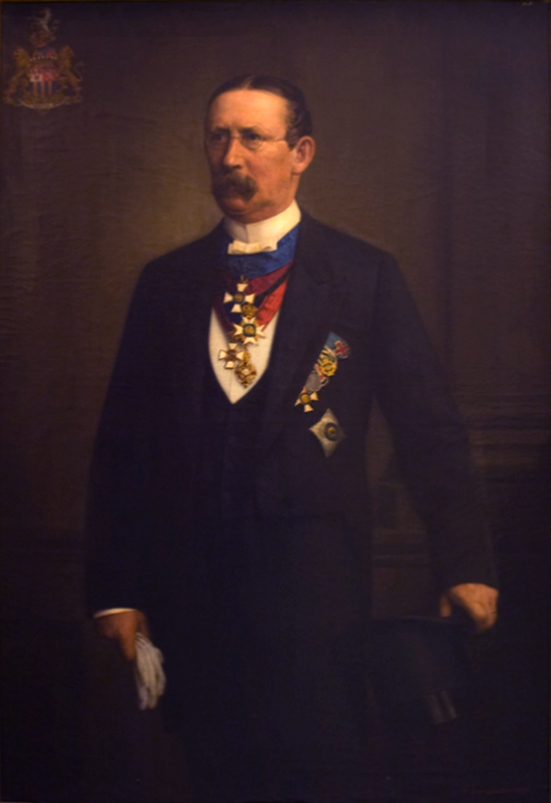
Porträt Albertus Freiherr von Ohlendorff, 1889, Öl auf Leinwand, Museum für Hamburgische Geschichte

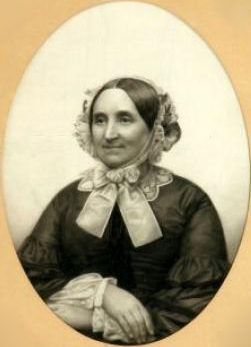
Porträt Sophie Magdalena Friederike Schütte, geborene Haak, vor 1861, Zeichnung, Stadtgeschichtliches Museum Leipzig

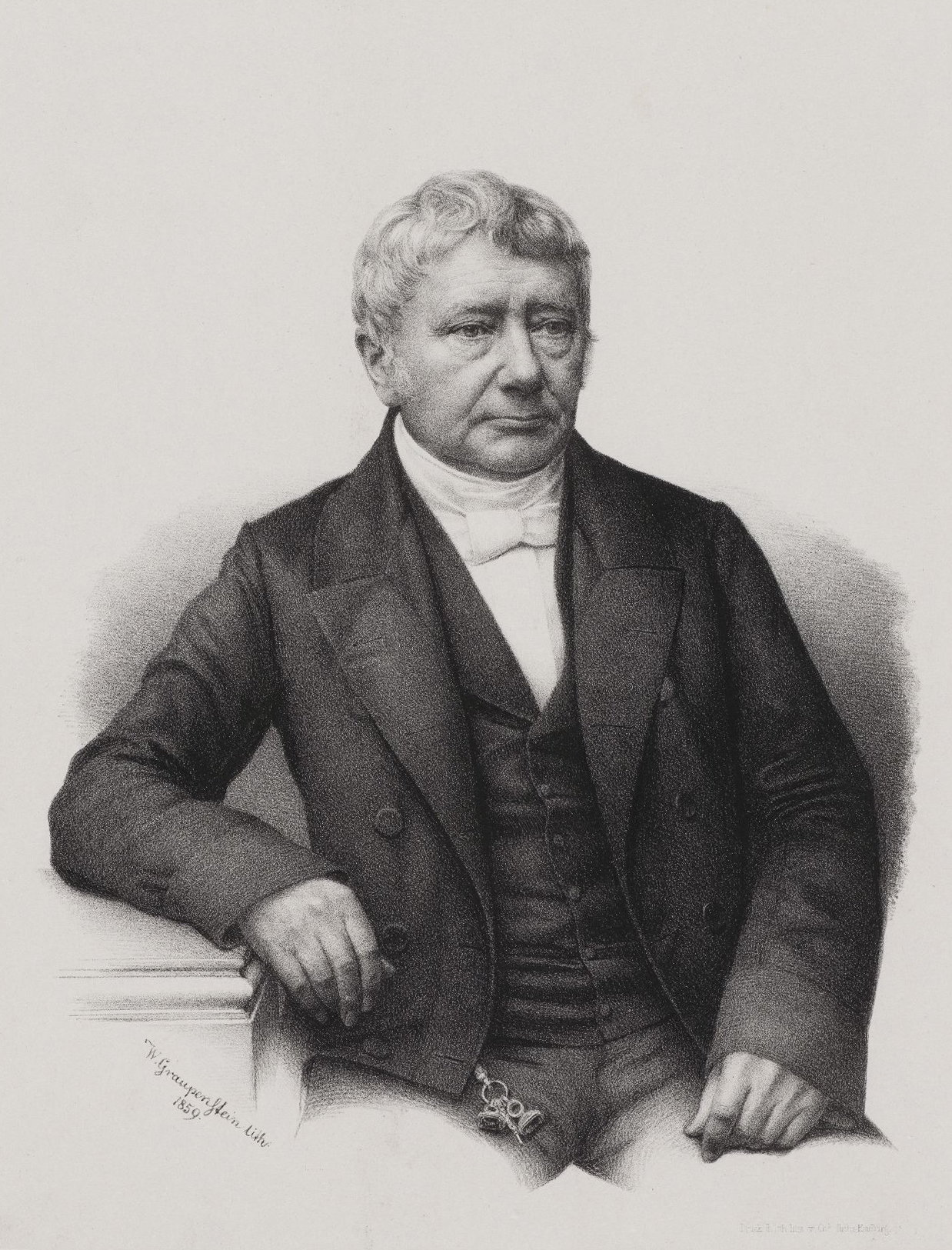
Porträt Georg Johann Heinrich Siemers (Oberalter, Präses des Kollegiums der Oberalten und der Hamburgischen Bürgerschaft, Vater von Edmund Siemers), 1859, Lithografie, Staats- und Universitätsbibliothek Hamburg

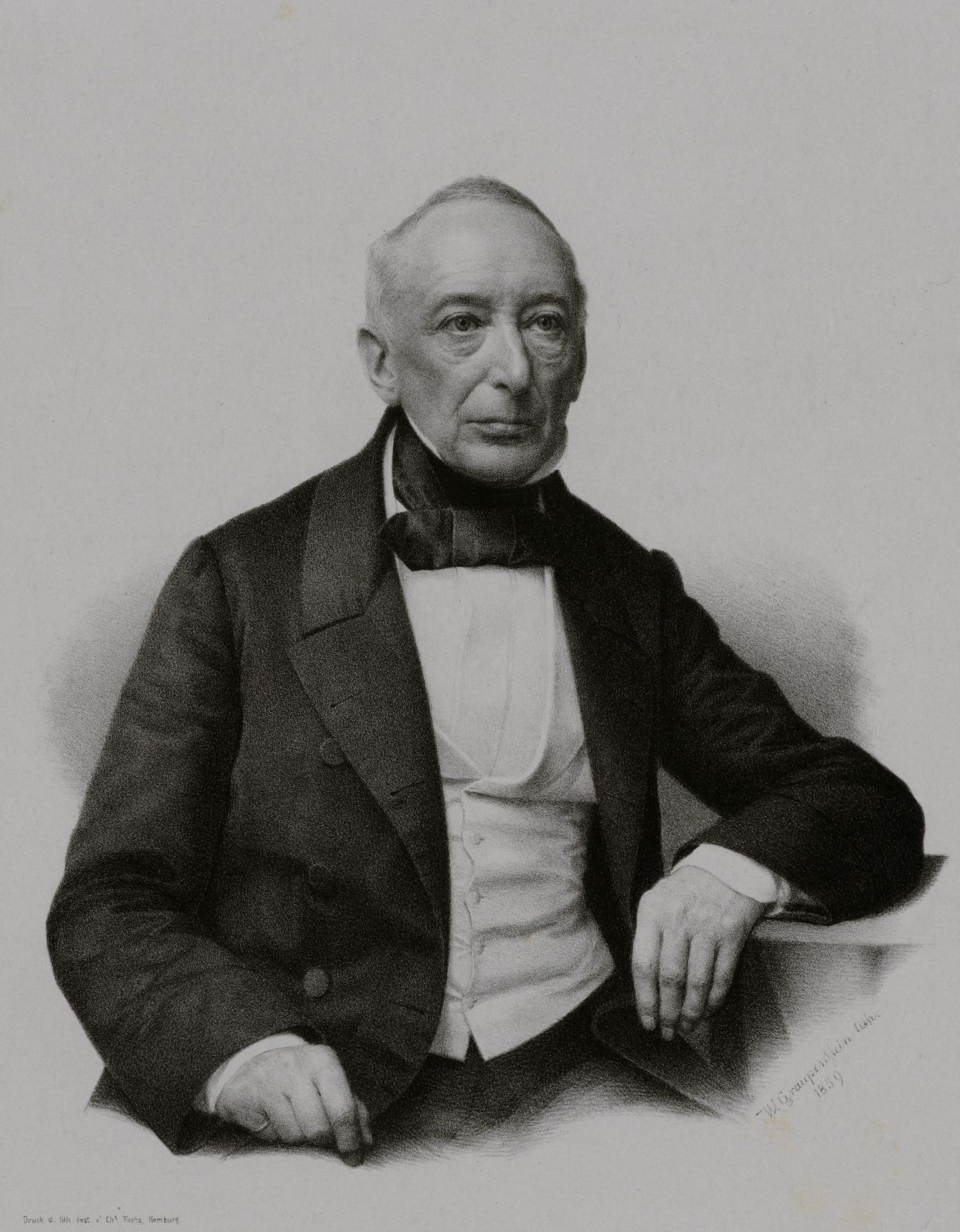
Porträt Nicolaus Hudtwalcker, 1859, Lithografie, Staats- und Universitätsbibliothek Hamburg

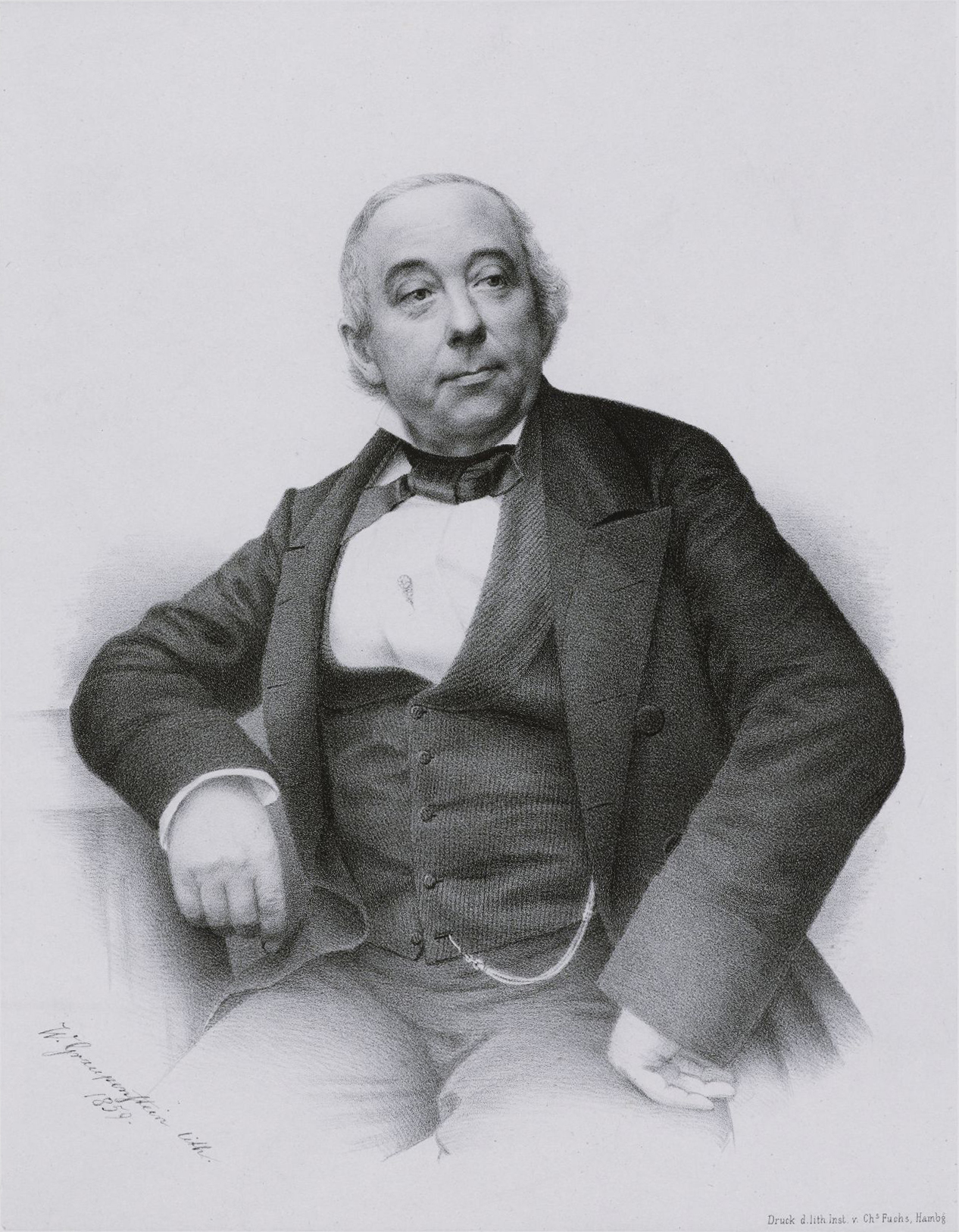
Porträt Johann Heinrich Boeckmann (auch Böckmann, Eigentümer der Gärtnerei am Harvestehuder Weg), 1859, Lithografie, Staats- und Universitätsbibliothek Hamburg

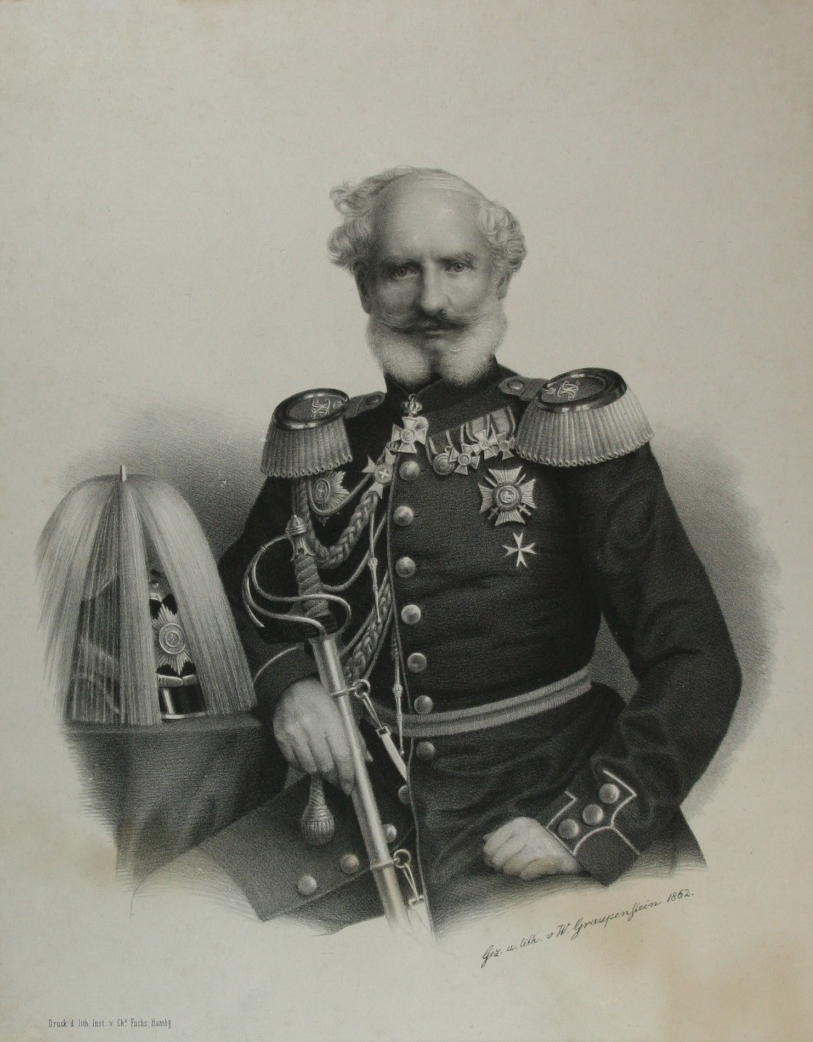
Porträt Generalmajor Freiherr August Karl von und zu Egloffstein, um 1862, Lithografie, Schlossmuseum Jever

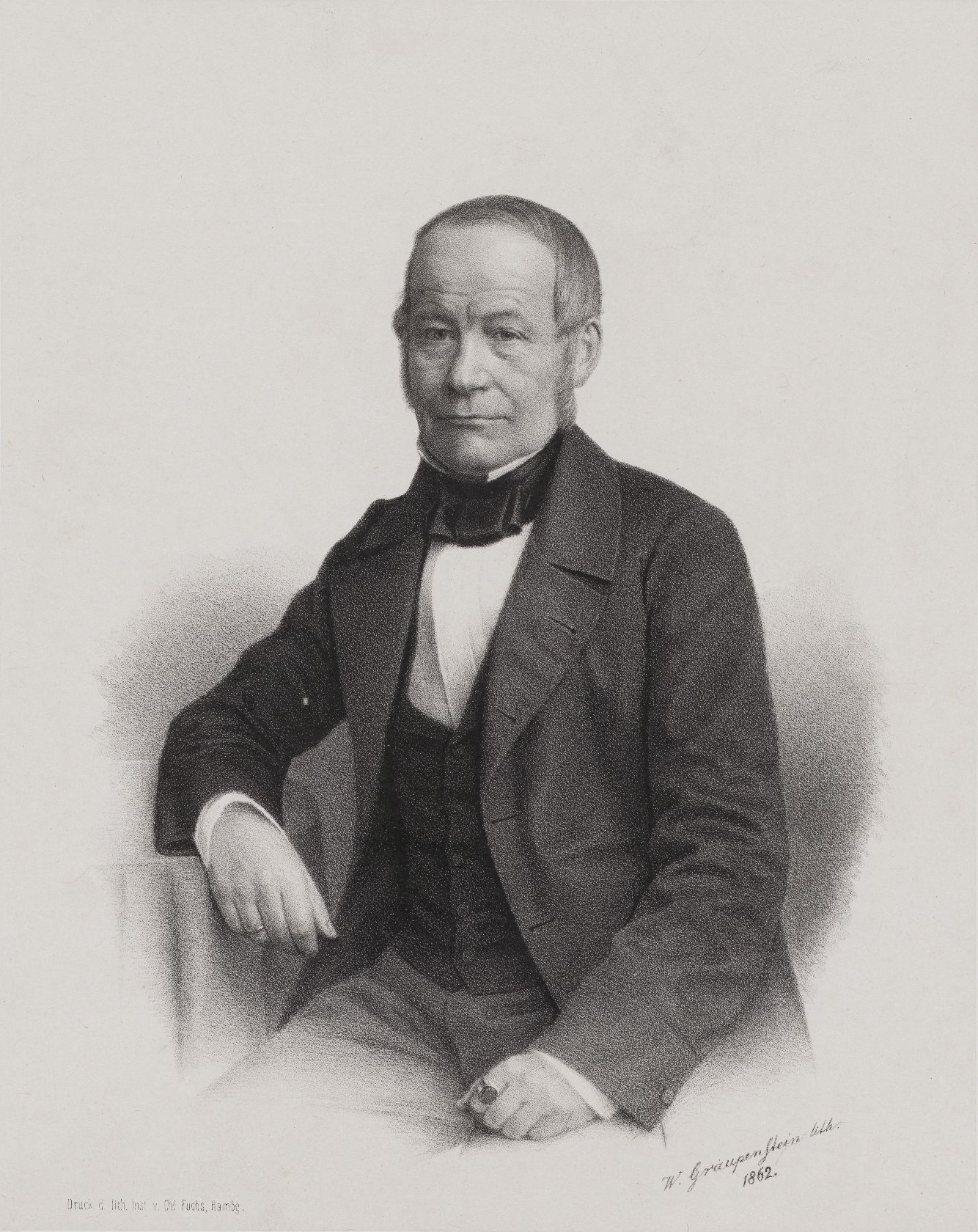
Porträt Joachim Steetz, 1862, Lithografie, Staats- und Universitätsbibliothek Hamburg

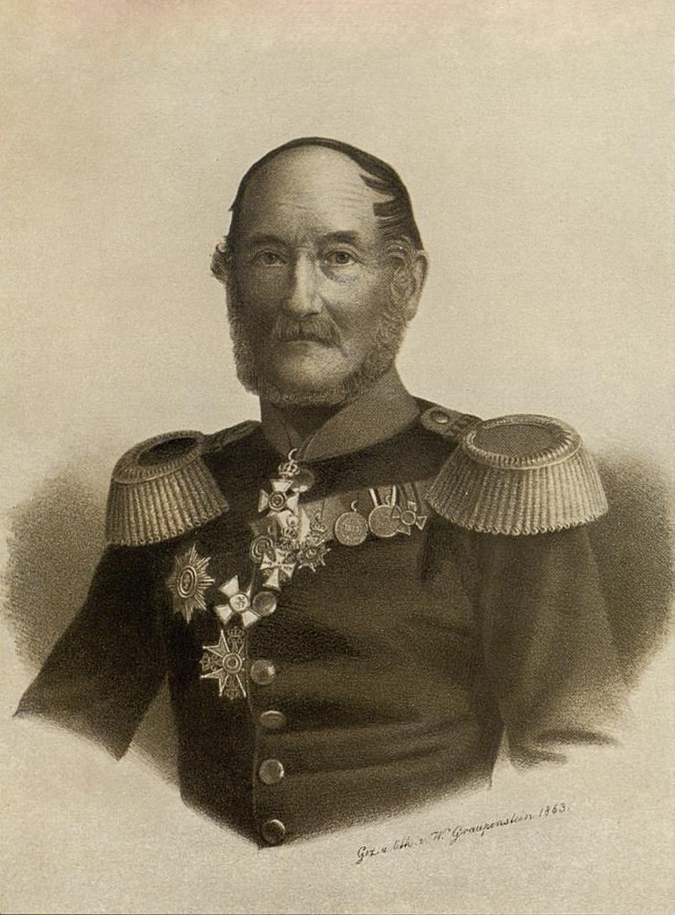
Porträt Johann Ludwig Mosle, 1863, Lithografie

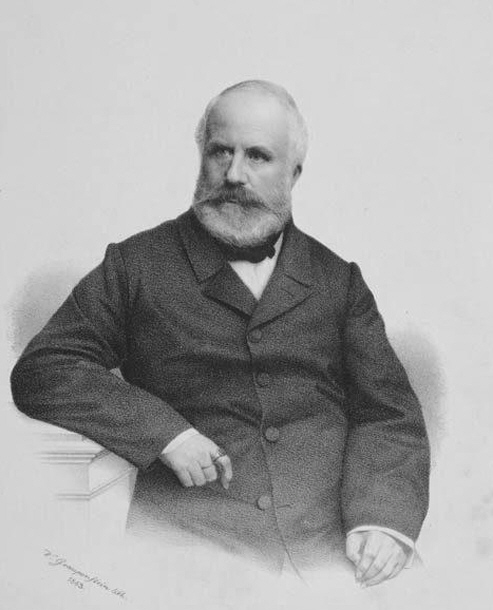
Porträt Karl Friedrich Georg von Ahlefeld (dänischer Kammerherr), 1863, Lithografie, Schleswig-Holsteinische Landesbibliothek

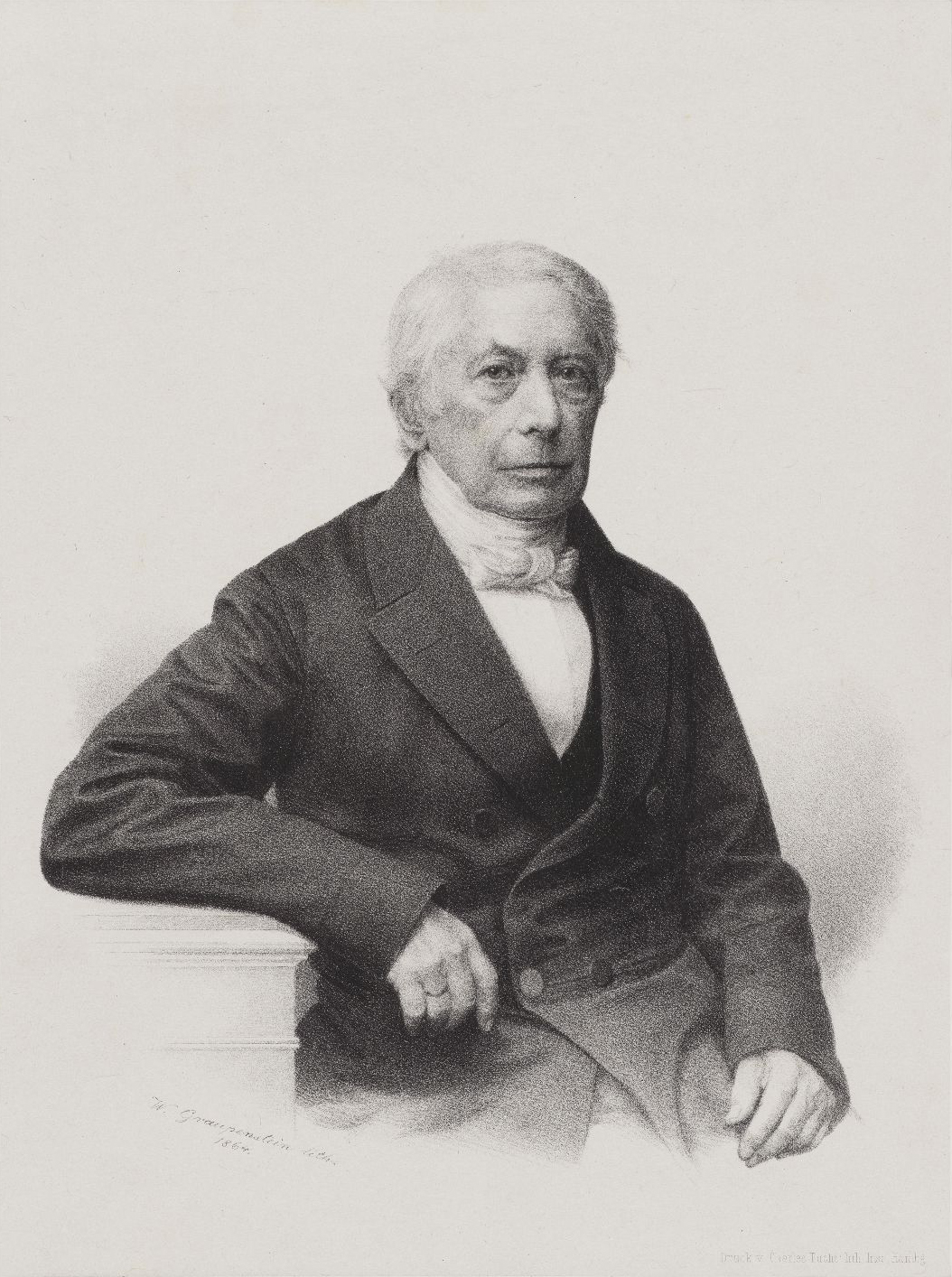
Porträt Martin Hieronymus Hudtwalcker, 1864, Lithografie, Staats- und Universitätsbibliothek Hamburg

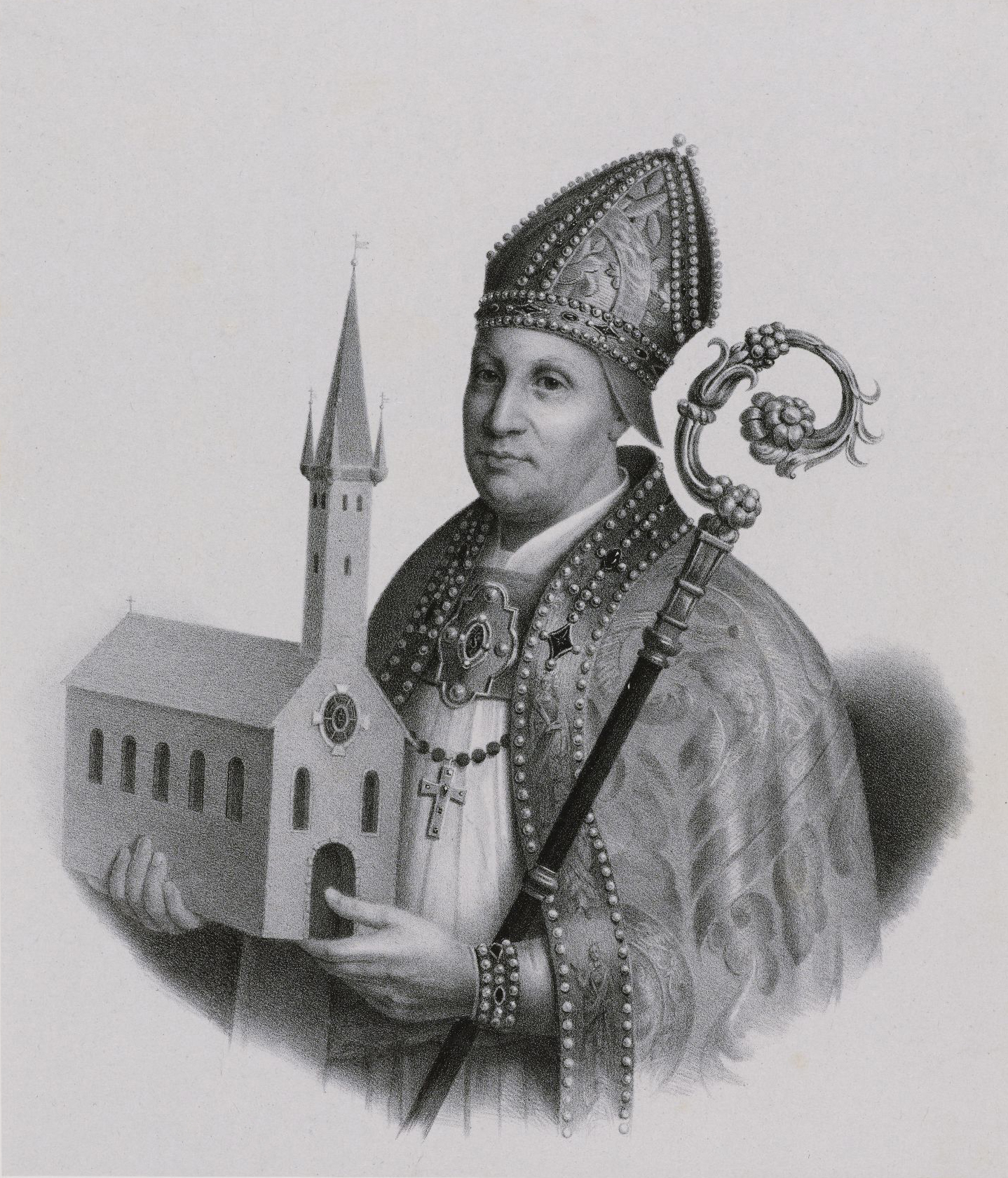
St. Ansgar (nach einem Gemälde des früheren Hamburger Domes, heute in St. Petri), um 1865, Lithografie, Staats- und Universitätsbibliothek Hamburg

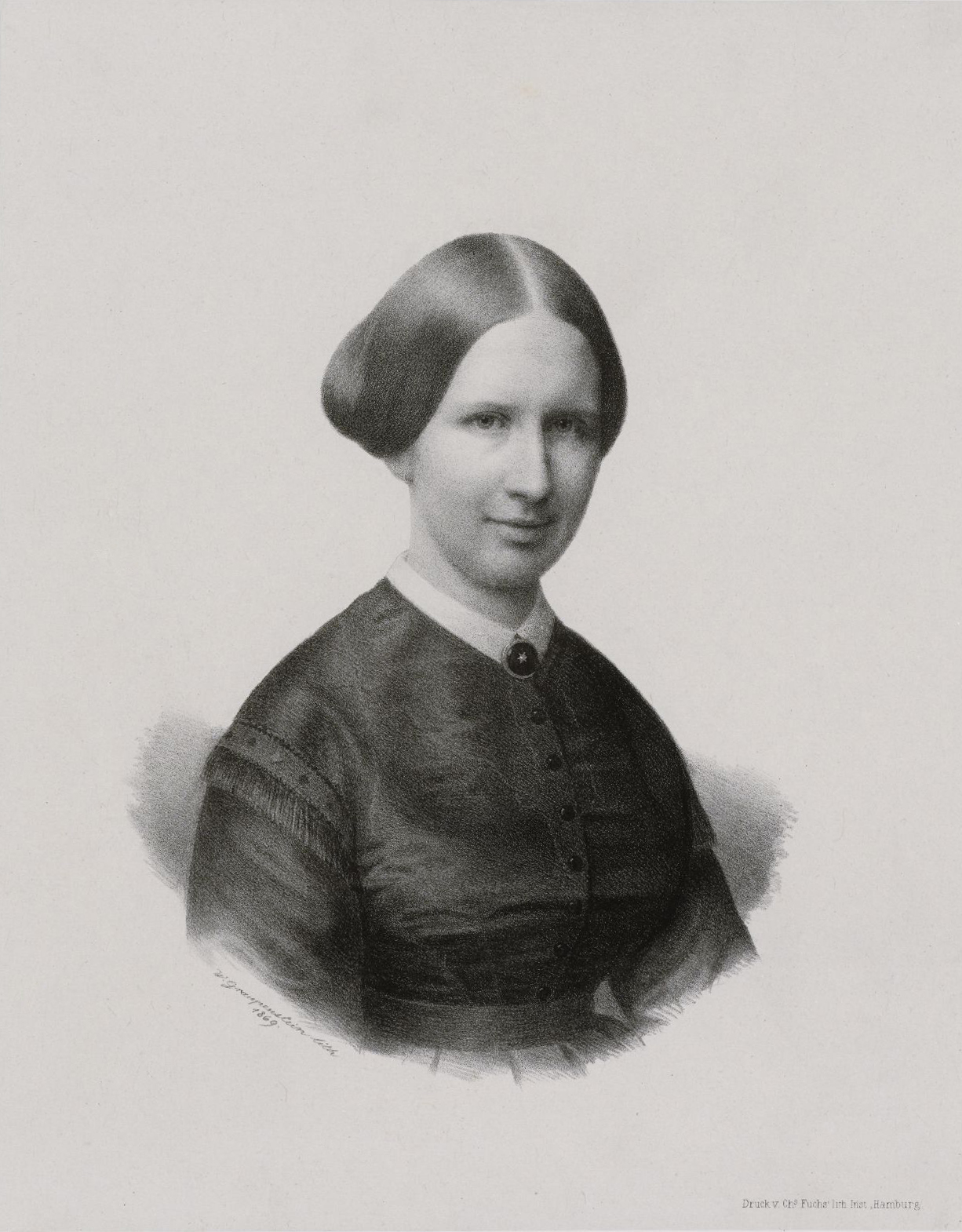
Porträt Therese Behn, geborene Sieveking (Großnichte von Georg Heinrich Sieveking), 1869, Lithografie, Staats- und Universitätsbibliothek Hamburg

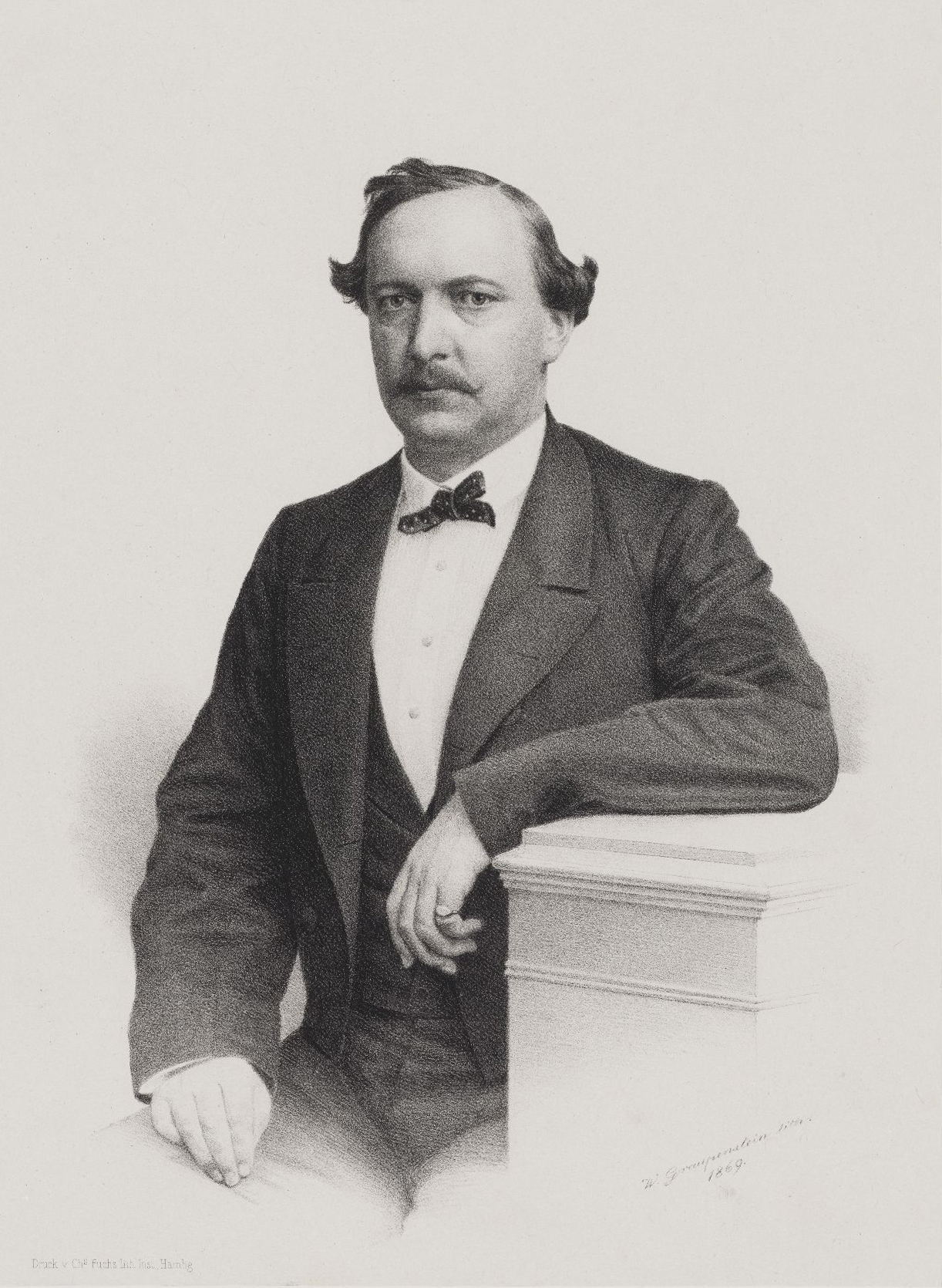
Porträt Ludwig Christian Streit (Hotelier, Streit's Hotel im Streits-Haus am Jungfernstieg), 1869, Lithografie, Staats- und Universitätsbibliothek Hamburg

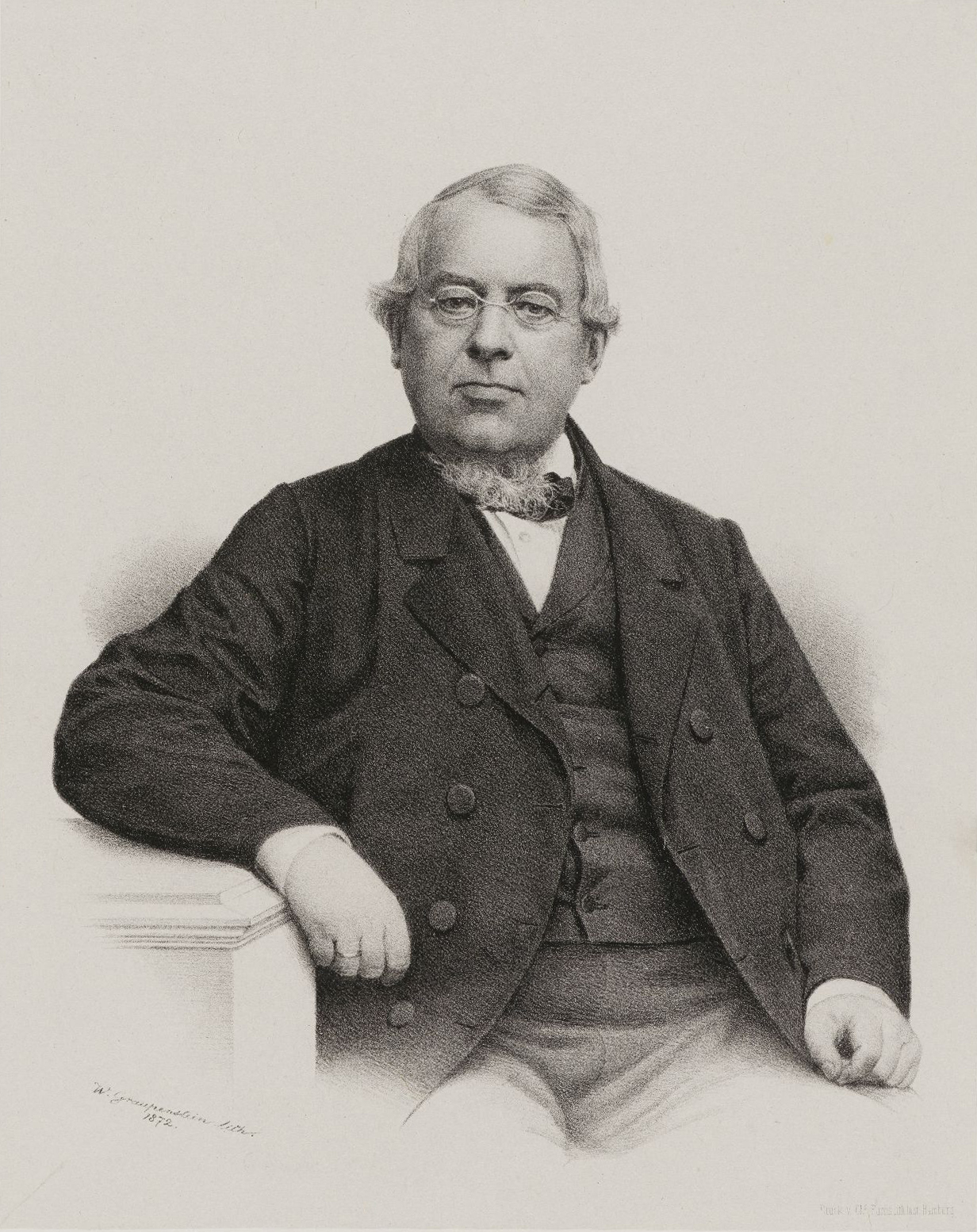
Porträt Johann Roosen-Runge (Oberalter im Kollegium der Oberalten 1857), 1872, Lithografie, Staats- und Universitätsbibliothek Hamburg

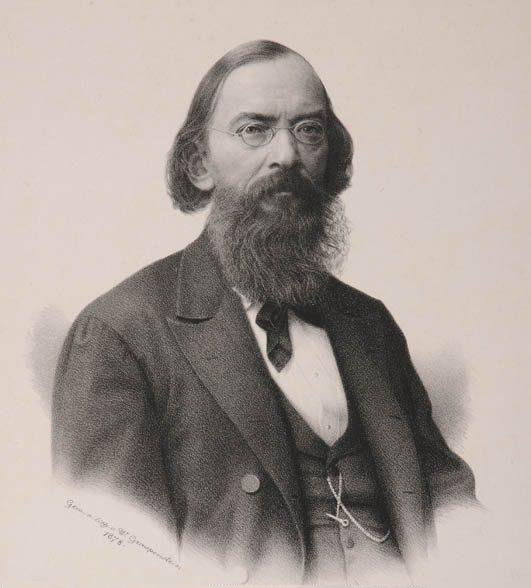
Porträt Gustav Karsten, 1878, Lithografie, Schleswig-Holsteinische Landesbibliothek

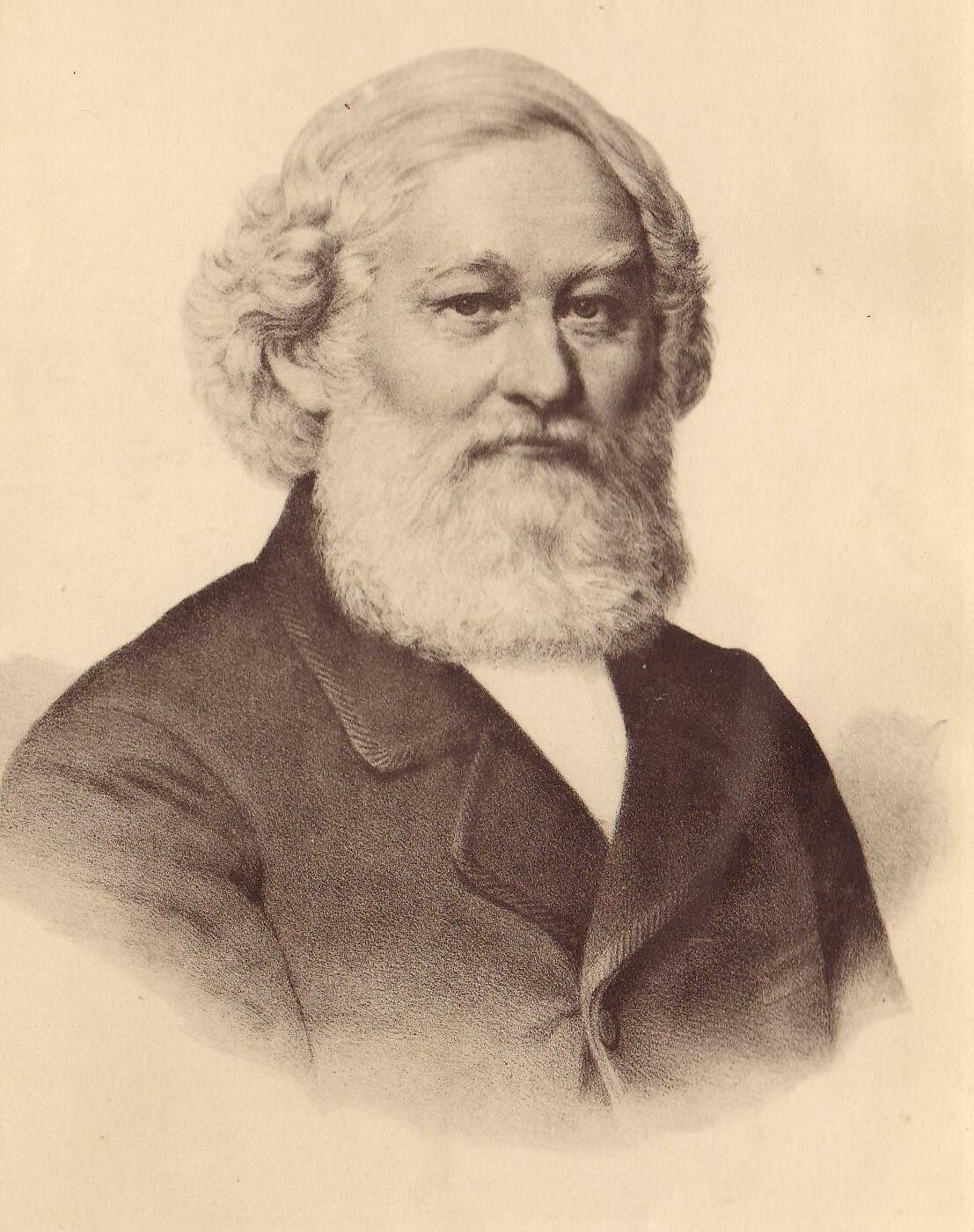
Porträt Johann Tobias Beck (Ausschnitt), 1879, Lithografie

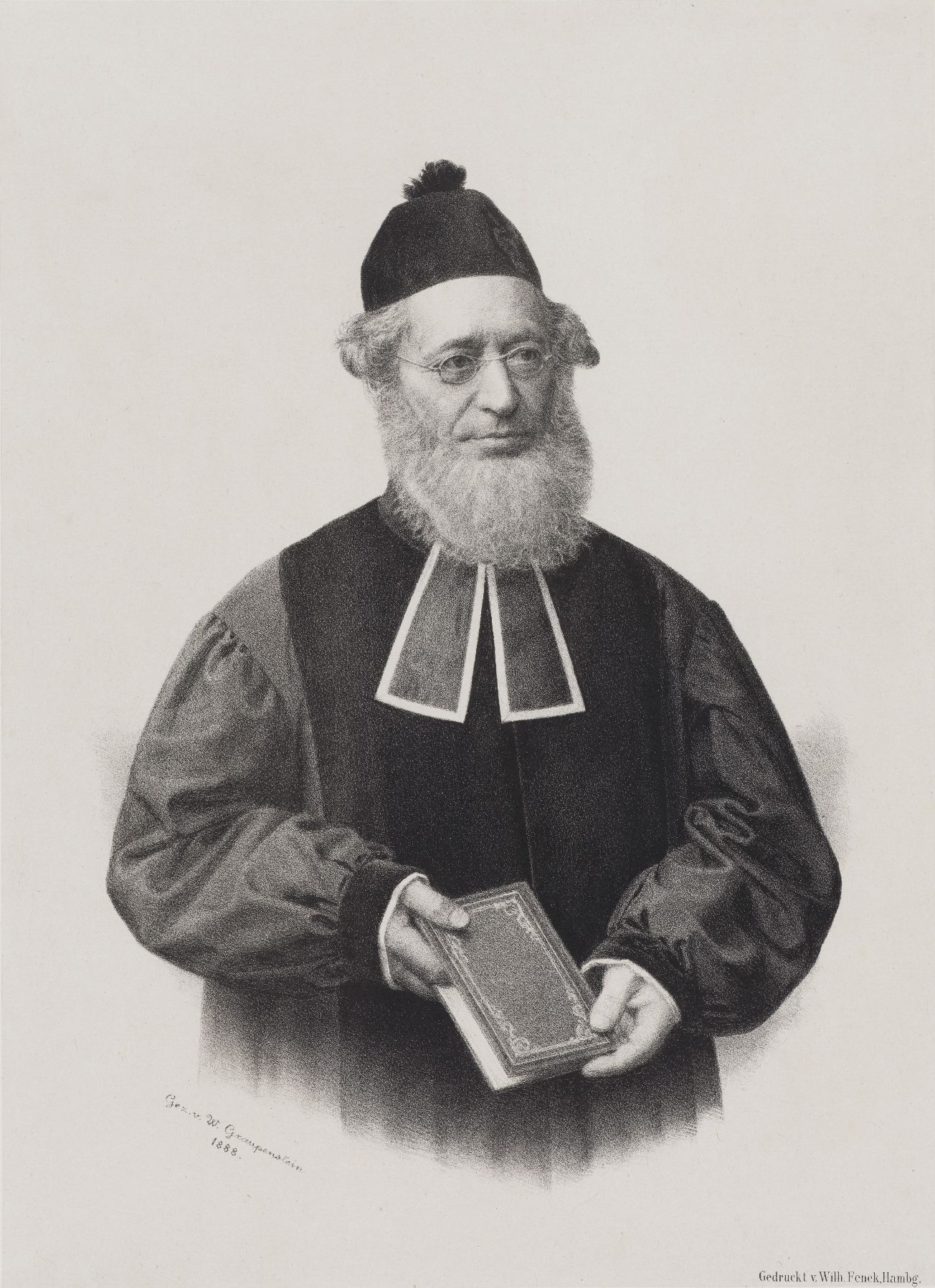
Porträt Anschel Stern (Oberrabbiner von Hamburg), 1888, Lithografie, Staats- und Universitätsbibliothek Hamburg

Friedrich Wilhelm Graupenstein (* 2. September 1828 in Minden; † 25. Mai 1897 in Hamburg) war ein deutscher Porträtmaler und der letzte Vertreter der künstlerischen Porträtlithografie in Hamburg.

## Leben

### Kindheit und Jugend
Friedrich Wilhelm Graupenstein wurde als Sohn des Schuhmachermeisters Carl Friedrich Graupenstein und dessen Frau Friederica Charlotte, geborene Grimme (oder Grimmen), am 2. September 1828 in Minden geboren und am 12. September dort evangelisch getauft. Er hatte eine ältere Schwester und zwei jüngere Brüder, Eleonore Auguste, Carl Friedrich und Louis. Louis starb drei Monate nach seiner Geburt. Als Friedrich Wilhelms Mutter starb, gab sein Vater immer mehr seinen Neigungen nach und wandte sich neben der Schuhmacherei der Wissenschaft und den Künsten zu. Er gründete in Minden eine Liedertafel und ließ gelegentlich im Mindener Sonntagsblatt oder in der Zeitschrift Westphalia Lieder oder Gedichte von sich abdrucken. So wurde Friedrich Wilhelm schon früh zum Singen und Zeichnen herangezogen. Da sein Vater die Schuhmacherei immer mehr vernachlässigte, war auch bald kein Geld mehr da für benötigte Schulbücher. Nach mehrmaligen Ermahnungen wegen eines nicht angeschafften Buches wurde Friedrich Wilhelm von dem Lehrer der Stadtschule nach Hause geschickt. Der Vater setzte es durch, seine Söhne selbst unterrichten zu dürfen, nachdem der reformierte Prediger von Minden ihm das Zeugnis ausstellte, dass er auch dazu in der Lage sei. Friedrich Wilhelm litt moralisch sehr darunter, wurde aber auf diese Weise früh an Selbstständigkeit gewöhnt. In seinen vielen Freistunden ging er oft den Apotheker Witting mit Hilfsleistungen zur Hand. Dieser erkannte die Begabungen des jungen Graupenstein und förderte dessen Bildung. Auch zu Theater- oder Opernbesuchen nahm er ihn mit. Durch Witting wurde er dem Geheimen Regierungs- und Medizinalrat Nikolaus Meyer für Dienstleistungen empfohlen. Der feingebildete Meyer nahm sich liebevoll und in pädagogischer Weise des jungen Graupenstein an und förderte dessen Bildung mit zweckentsprechenden Büchern. In Meyers Haus sah Graupenstein zum ersten Mal Ölgemälde, aber auch Skulpturen, Stiche und Lithografien, die er eifrig kopierte.

### Kunststudium in Berlin
Meyer setzte es durch, dass der junge Graupenstein mit einem Mindener Logenstipendium von 66 Reichstalern, das auf drei Jahre bewilligt war, die Königlich Preußische Akademie der Künste in Berlin besuchen konnte. Zu dem Zeitpunkt wollte er noch Historienmaler werden. Nach einem Gespräch mit Johann Gottfried Schadow und der Aufnahmeprüfung wurde er in dessen sogenannte Gipsklasse aufgenommen. Er studierte auch bei Heinrich Dähling und Carl Joseph Begas. Gegen ein geringes Honorar nahm er auch am Unterricht von Eduard Holbein in dessen Privatatelier teil. 1847 gewann er einen akademischen Preis von 25 Reichstalern. 1848 erhielt er ebenfalls einen Preis. Zu dem Geld des Stipendiums verdiente er sich 3 bis 5 Reichstaler monatlich als besoldeter Kunstschüler dazu, was bedeutete, dass er Aufsicht in den untersten Zeichenklassen führte und allerlei Vorlagen zu zeichnen hatte, aber auch kostenlos Vorlesungen besuchen konnte. 1848 wurde ihm durch den preußischen König Friedrich Wilhelm IV. ein Stipendium von 100 Reichstalern bewilligt, dass er auch 1849 und 1850 bezog.

### Märzrevolution
1848 stand ganz im Zeichen der europäischen Revolutionen. In Deutschland tobte die Märzrevolution. In Berlin gehörte Graupenstein nun dem Künstlercorps der Bürgerwehr an und musste gelegentlich im Berliner Stadtschloss Wache schieben, wo ihn auch Friedrich Wilhelm IV. ansprach. Er trug mit Stolz seine Uniform, den Kalabreser mit schwarz-rot-goldener Kokarde und schwarzem Vogelflügel, sowie den Schleppsäbel, dessen metallenes Scheidenende beim Gehen auf dem Straßenpflaster rasselte. Da das Künstlercorps freie Eisenbahnfahrt zwischen Berlin und Magdeburg genoss, nutze Graupenstein die Gelegenheit, um günstig nach Minden zu reisen. Auch dort stolzierte er anfangs mit Uniform und Säbel, sodass Kinder hinter ihm herliefen. Er ließ es sein, als Freunde es ihm vorhielten, und tat es als Spielerei ab. Er lernte dort Ida Becker kennen, die er später ehelichen sollte. In Berlin ließ er die Soldatenspielerei ebenfalls bald sein, zumal Friedrich Wilhelm IV. auch die Bürgerwehr im November 1848 entwaffnen ließ.

### Folgen der Märzrevolution

#### Minden
Nach seiner Verlobung mit Ida Becker entschied er sich, sich von der Historienmalerei abzuwenden und sich der Porträtmalerei zuzuwenden, weil er sich damit schnelleres und regelmäßiges Geld versprach, das er benötigte, um die ebenfalls nahezu mittellose Ida zu heiraten und ernähren zu können. Von Minden aus besuchte er im Sommer 1850 Bad Oeynhausen. Er zeichnete und malte dort jeden Badegast, den er als Kunden gewinnen konnte.
Infolge der gescheiterten Märzrevolution wurden 1851 während der Reaktionsära in Minden bei angesehenen Männern Hausdurchsuchungen durchgeführt, so auch bei Graupenstein, der in der Wohnung seines Vaters mitwohnte und bei der Polizei von jemandem als ein ganz gefährlicher Demagoge angeschwärzt wurde. Es gelang ihm, aus seinem vollen Koffer seine Brautkorrespondenz, aus der man mit gutem oder bösem Willen etwas herauslesen oder hineininterpretieren konnte, mit einem Päckchen Wäsche herauszunehmen und den strengen Augen des Polizeilieutenants zu entziehen, indem er dessen Aufmerksamkeit auf eine Schaumünze ablenkte. Obwohl man bei ihm keine Beweise fand, machte man ihm in Minden das Leben schwer, sodass er Minden verließ und lieber für eine Weile fernblieb.

#### Bremen
Er hoffte, nun in Bremen ein Heim gründen zu können, zumal er auch Empfehlungen mitbrachte und bald einige Freunde in den besten Kreisen erwarb. In dieser Zeit fertigte er kleine Porträtzeichnungen, die er mit einem Kreidestift und einem Wischer schuf. Die hellsten Stellen wurden von ihm hineingekratzt. Er nahm nicht viel Geld für seine Porträts, um in weiteren Kreisen bekannt zu werden, was auch geschah. Im Sommer 1852 reiste er von Bremen nach Norderney, um seinen Kundenkreis zu erweitern. Dort zeichnete er so manchen Adligen des Königreiches Hannover, wie den Grafen Georg Herbert zu Münster und dessen Frau Alexandrine oder den Kronprinzen Ernst August von Hannover aus dem Hause Hannover im Kindesalter.
Am 8. Dezember 1852 erhielt er von der Polizei Bremen die Aufforderung, Bremen binnen vierundzwanzig Stunden zu verlassen, da er, wie er fälschlicherweise beschuldigt wurde, unter der Maske eines Porträtmalers für die Ideen der Demokratie zu wirken gesucht haben soll. Mit Hilfe seiner Freunde konnte er beim Polizeiherrn Senator Georg Heinrich Olbers eine Verlängerung der Frist bis Ende Dezember erreichen. Er durfte nun angenommene Aufträge vollenden, aber keine neuen mehr annehmen. Obwohl er den Senator, nach dem Erzählen seiner Lebensgeschichte und Nennung seines adligen Kundenstammes, der ja gegen eine revolutionäre Gesinnung seinerseits spricht, für sich gewinnen konnte, änderte dies an der Auflage, Bremen zu verlassen, nichts. Der Einfluss Preußens war zu groß. Auf Graupensteins Ansuchen hin, stellte Senator Olbrich diesen am 22. Dezember eine Bescheinigung aus, dass dieser sich während seines Aufenthalts in Bremen namentlich und in politischer Hinsicht nichts zu Schulden habe kommen lassen.

#### Brief aus Berlin
Am 8. Januar 1853 erhielt Graupenstein einen Brief, der vier Tage vorher verfasst und vom Polizeipräsidenten der Berliner Polizei Karl Ludwig Friedrich von Hinckeldey unterschrieben wurde. Anlass des Schreibens war eine am 30. Dezember 1852 verfasste Anfrage der Polizeidirektion Bremen an die Berliner Polizei, um Hintergründe der Vorwürfe gegen Graupenstein und die Vorwürfe selbst zu erfahren. Dem Berliner Schreiben kann man entnehmen, dass Graupenstein mit einer Nachricht, die von außerhalb Berlins kam, denunziert wurde. Die Vorwürfe gegen Graupenstein darin, am Nachmittag des 18. März 1848 und in der Nacht darauf sich an politisch Umtrieben beteiligt zu haben, konnten durch glaubwürdige Personen widerlegt werden, die bezeugten, dass Graupenstein sich in diesem Zeitraum in seiner Wohnung aufhielt. Graupenstein war somit unschuldig. Er ging davon aus, dass der Denunziant ein Mindener gewesen sein müsse.

### Hamburg
1853 ließ sich Graupenstein in Hamburg nieder und richtete sich mit seiner jungen Frau in einer kleinen Wohnung bescheiden ein. Im Januar oder Februar hielt er sich in Oldenburg auf und porträtierte im Schloss Oldenburg Großherzog Paul Friedrich August von Oldenburg in Öl. Einige Porträtzeichnungen, die er in der permanenten Kunstausstellung neben der Hamburger Börse ausstellte, wurden in Hamburger Zeitungen besprochen, wie zum Beispiel in der Zeitung Der Freischütz. Im Oktober 1854 hielt er sich in Minden auf und fertigte drei Ölporträts von Leopold Johann Ernst von Pogrell (1850 bis 1851 kommissarischer Bürgermeister von Minden), dessen Frau und dessen Mutter an. Der Generalmajor Carl August von Lützerode (Vater von Olga von Lützerode und Adelaide von Schimmelmann, geborene von Lützerode), der Graupenstein auf Norderney kennengelernt hatte, empfahl ihn seinen Schwiegersohn Ernst von Schimmelmann, dessen Tochter Adeline von Schimmelmann vor kurzem geboren wurde. Dieser lud ihn ein, und so hielt Graupenstein sich einige Tage im Schloss Ahrensburg auf und fertigte dort zwei Porträtzeichnungen an.
Einige Jahre noch reiste er immer zur Badesaison nach Norderney, um dort Kundschaft zu suchen. Er reichte seinen Heiligen Antonius von Padua mit dem Christuskinde, eine Kopie nach Bartolomé Esteban Murillos gleichnamigen Gemälde, bei einer Verlosung dort ein, wofür er 70 Reichstaler erhielt. Der Gewinner des Bildes war König Georg V. von Hannover, dessen Sohn er schon vor Jahren gezeichnet hatte. In einem anderen Jahr reichte er seine Kopie von Carl Wilhelm Hübners Witwe ein, die ihm 144 Reichstaler einbrachte. Nachdem er den Reeder August Bolten in Hamburg malte, empfahl dieser ihn weiter. Deswegen reiste er in den Jahren 1856 und 1857 nach Rostock, Güstrow, Bützow und mecklenburgischen Gütern und malte einige Ölporträts. Sein Ölgemälde eines Logenwürdenträgers erweckte in Rostock bei den Logenbrüdern den Wunsch, das Porträt als Steindruck vervielfältigt zu sehen.
Bisher hatte Graupenstein sich noch nicht als Lithograf versucht, doch bei seinem ersten Versuch gelang es ihm gleich. Charles Fuchs, bei dem er später meistens drucken ließ, schenkte ihm seinen ersten Stein. In dieser Zeit entstand die Lithografie Zwei vierhändig spielende mecklenburgische Gutsbesitzer, die wegen seines detailreichen Hintergrundes an Genremalerei erinnert. 1858 erschien in Hamburg die Lithografie, die den neuen Ballettmeister am Hamburgischen Stadttheater und Solotänzer August Levasseur in ganzer Größe während des Tanzes zeigt. Doch durch Nachwirkungen der Wirtschaftskrise von 1857 blieben die dadurch erhofften neuen Aufträge weg. Zu dieser Zeit wohnte er in Amelungstraße 9 im Stadtteil Hamburg-Altstadt. Auch auf Norderney blieben die Aufträge weg, sodass er dort nicht mehr hinreiste. Dafür gewann er im Laufe der Jahre in Oldenburg immer mehr Aufträge. Durch verwandtschaftliche Beziehungen seines Freundes dem großherzoglich-oldenburgischen Oberbibliothekar Johann Friedrich Ludwig Theodor Merzdorf in Hamburg erhielt er 1859 den Auftrag Georg Johann Heinrich Siemers (Präses des Kollegiums der Oberalten und der Hamburgischen Bürgerschaft, Vater von Edmund Siemers) zu lithografieren. Dieser Auftrag zog 1859 auch gleich den nächsten nach sich, die letzten Oberalten von Hamburg zusammen zu lithografieren, die 1860 durchs Inkrafttreten der neuen Hamburger Verfassung zurücktraten. 1860 zog er in den Valentinskamp 22, im selben Stadtteil, und 1864 in den Valentinskamp 20.
Im Mai 1865 bekam er von dem zufriedenen Kunden Großherzog Peter II. von Oldenburg das Ehrenkreuz 1. Klasse mit goldener Krone des Oldenburgischen Haus- und Verdienstordens des Herzogs Peter Friedrich Ludwig verliehen. Von dessen Ehefrau, der Großherzogin Elisabeth von Oldenburg bekam er eine Brillantnadel mit Perle.
1872 zog er in die Feldstraße 50, gegenüber dem Heiligengeistfeld im Karolinenviertel im Stadtteil Hamburg-St. Pauli, wo er bis zu seinem Lebensende wohnen sollte. Ende der 1870er Jahre reiste er auch öfters zu neuen Kunden für Ölporträts nach Kiel, Neumünster und Braunschweig, wo er Herzog Wilhelm von Braunschweig mindestens zweimal porträtierte. Bis Ende der 1870er Jahre hat er nie eine Erholungs- oder Vergnügungsreise gemacht. Erst in den 1880er Jahren reiste er im Sommer öfters zur Erholung in den Harz, denn er fing an zu kränkeln und ihm wurde sehr oft schwindelig.
Graupensteins letzte Lithografie schuf er 1896 und sein letztes Ölgemälde war ein Porträt von Heinrich Gieschen. Dem Porträt ging ein Wettbewerb des Grundeigentümer-Vereins voraus, an dem sich fünf Maler beteiligten. Graupensteins Porträt wurde vom Vorstand einstimmig als das ähnlichste und beste Bild bezeichnet.
Am Montag, den 24. Mai 1897 erledigte er einige Dinge, wie eine Abrechnung abliefern, sich den Bart stutzen und die Haare schneiden lassen, eine Fahrkarte kaufen und seinen Koffer packen, denn er wollte am nächsten Tag nach Minden reisen. Am nächsten Morgen wurde ihm nach dem Aufstehen sehr unwohl, sodass seine Frau nach dem Arzt schickte, der aber erst spät eintraf, weil er gerade keine Sprechstunde hatte. Als ihm warm wurde, sagte er: "Nun will ich schlafen". Als seine Frau nach wenigen Minuten wieder nach ihm sah, war er gestorben.
Am Freitag, den 27. Mai, ein Tag nach Christi Himmelfahrt, hielt ihm der Hauptpastor der deutsch-reformierten Gemeinde in Hamburg, Hermann Spörri in seinem Atelier die Gedächtnisrede. Ein stattliches Gefolge begleitete seinen Sarg zum nahegelegenen Begräbnisstätte der deutsch-reformierten Gemeinde, die zu den Dammtorfriedhöfen gehörte. Die Freimaurerlogen Globus, Pelikan und Zur goldenen Kugel hatten Kränze an seinem Sarg niedergelegt. Die Logenbrüder, worunter sich auch einige seiner früheren Gegner befanden, bildeten eine Kette und sangen zum Abschied.
Gleich einen Tag später wurde die Gedächtnisrede von Spörri gedruckt veröffentlicht, und als literarische Sonderbeilage in den Hamburger Nachrichten Nr. 25 und 26 erschien Otto Rüdigers Artikel Lebensbild des Malers Wilhelm Graupenstein. Die Rede und Otto Rüdigers überarbeiteter Artikel erschienen kurz darauf zusammen in einem Heft mit dem Titel Der Maler Wilhelm Graupenstein, das von Schröder & Jeve in Hamburg verlegt wurde.
Graupenstein wurde später, spätestens mit der Auflösung der Dammtorfriedhöfe, zum Ohlsdorfer Friedhof umgebettet. Im Bereich des Althamburgischen Gedächtnisfriedhofs, nahe dem Haupteingang des Friedhofs wird auf dem Doppel-Sammelgrabmal der Graphiker und Maler unter anderen an Johann Wilhelm Graupenstein erinnert, dessen Name auf der linken Graphiker-Grabplatte steht.

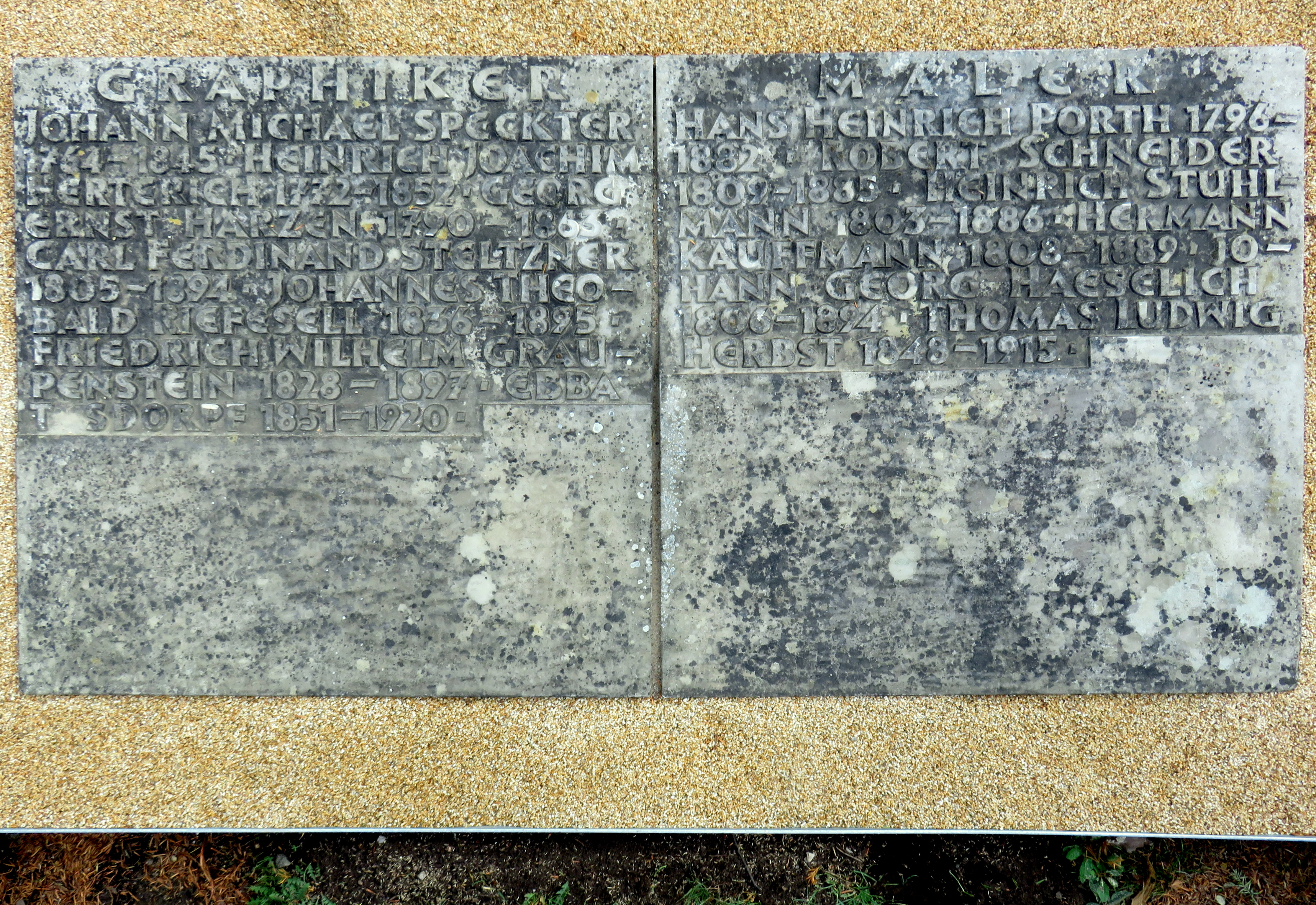
Grabmalplatten

Graupenstein war Mitglied der Allgemeinen Deutschen Kunstgenossenschaft und des Kunstvereins in Hamburg. Zu seinem künstlerischen Lebenswerk zählen über tausend Kreidezeichnungen, nahezu vierhundertfünfzig Ölporträts und etwa dreihundert Lithografien, meist Porträts von wohlhabenden Personen des Hamburger Bürgertums. Der Hamburger Kunsthalle schenkte er zweihundertsiebzig Lithografien.

#### Familie
Graupenstein hatte mit seiner Frau eine Tochter und zwei Söhne. Der älteste Sohn Rudolf Philipp Friedrich Wilhelm Graupenstein (1853–1933) war erst Kaufmann in Hamburg, dann chilenischer Konsul in Leipzig und schließlich Spediteur in Leipzig. Er war mit Elisabeth Graupenstein, geborene Hinsch verheiratet. Der jüngere Sohn Henry Magnus Ernst August Graupenstein (1856–1930) war Außenhandelskaufmann in Hamburg.

### Freimaurerei
Schon in Minden wurde in Graupenstein das Interesse für die Freimaurerei geweckt, denn sein Vater war dort zuerst dienender Bruder, dann Kastellan der Johannisloge Wittekind zur Westfälischen Pforte, bis dieser schließlich in der Loge als wirkliches Mitglied aufgenommen wurde. In Oldenburg lernte Friedrich Wilhelm Graupenstein viel von seinem Freund dem Logenhistoriker und großherzoglich-oldenburgischen Oberbibliothekar Johann Friedrich Ludwig Theodor Merzdorf über verschiedene Lehrarten und den verschiedenen Logensystemen.

#### Zur goldenen Kugel
In Hamburg wurde er am 5. März 1855 in der Johannisloge Zur goldenen Kugel aufgenommen und stieg dort am 11. Juni 1855 zum Gesellen und Mitstreiter auf. Er war von 1858 bis 1859 substanzieller Redner, von 1859 bis 1860 Redner. 22. November 1860 bis zum 9. November 1863 Zweiter Abgeordneter Logenmeister und vom 9. November 1863 bis November 1875 Logenmeister. Der Maler Carl Gottfried Eybe hatte in derselben Loge von 1859 bis mindestens 1870 ebenfalls hohe Ämter als Zweiter Abgeordneter Logenmeister und Abgeordneter Logenmeister.
Aus Anlass des hundertjährigen Jubiläums der Loge recherchierte Graupenstein in den hamburgischen Logenarchiven und verfasste die Handschrift für Logenbrüder Geschichte der St. Johannis-Loge zur goldenen Kugel in Hamburg, die 1870 zum Jubiläum erschien. Aus demselben Anlass wurde ihm 1870 die Ehre zuteil, von dem preußischen Kronprinzen Friedrich III., dem Ordensmeister der Großen Landesloge der Freimaurer von Deutschland, in Audienz empfangen zu werden. Dieser wollte zum Jubiläum der Loge nach Hamburg kommen, doch der plötzliche Ausbruch des Deutsch-Französischen Krieges sollte dies verhindern. Von seinen Logenbrüdern bekam Graupenstein zum Jubiläum der Loge einen mit Schnitzereien verzierten Logenhammer aus Elfenbein und ein Album mit Fotografien sämtlicher Logenbrüder darin. Nach dem Krieg überreichte er 1871 dem Kronprinzen das Ehrendiplom der Ehrenmitgliedschaft der Loge Zur goldenen Kugel und wurde infolgedessen zur Tafel geladen, an der neben dem Kronprinzen auch die Generalfeldmarschallen Karl Friedrich von Steinmetz, Eberhard Herwarth von Bittenfeld und August von Werder teilnahmen. Nach der Tafel zog ihn der Kronprinz in eine längere Unterredung und fand huldigende Worte für den Anteil des Hamburger Infanterie-Regiments Nr. 76 am Kriege. Er ermächtige Graupenstein, diese Worte zu veröffentlichen, was auch kurz darauf in der Zeitung Hamburgischer Correspondent geschah. Außerdem zeichnete er Graupenstein dadurch aus, dass er ihm sein Bild mit eigenhändiger Unterschrift schenkte.
Ebenfalls 1871 verfasste Wilhelm Graupenstein im Auftrage der Hamburger Johannisloge Zum Pelikan dessen Handschrift für Brüder Geschichte der St. Johannis-Loge zum Pelikan in Hamburg zu deren hundertjährigem Jubiläum. Das Vorwort dazu schrieb der Meister vom Stuhl der Loge Zum Pelikan Wichard Lange. Als Dank wurde Graupenstein am 16. März auf der Jubiläumsfeier von Wichard Lange zum Ehrenmitglied der Loge Zum Pelikan ernannt und ihm das Ehrendiplom überreicht. Im Laufe der Feier wurde auch Lange von Graupenstein im Namen der Loge Zur goldenen Kugel zu deren Ehrenmitglied ernannt.

#### Streitigkeiten
Bei den Beratungen zur Erbauung eines neuen Logenhauses gerieten Graupenstein und seine Logenbrüder in Meinungsverschiedenheiten mit Persönlichkeiten der übergestellten Provinzialloge Niedersachsen in Hamburg. Am Ende dieser Auseinandersetzung wurde Graupenstein im November 1875 seines Amtes als Logenmeister enthoben und durfte zudem für ein halbes Jahr keiner freimaurerischen Versammlung mehr beiwohnen. Vergeblich forderten die Logenbrüder der Goldenen Kugel ihre für den Bau des Logenhauses eingezahlten Spendengelder zurück. Viele Logenbrüder der Goldenen Kugel waren mit der zögerlichen Behandlung des Falles Graupenstein, nämlich der Rehabilitierung ihres Logenmeisters durch die Großloge, unzufrieden und versammelten sich fast konspirativ im Restaurant eines Logenbruders in der Caffamacherreihe. Hier gründeten sie am 25. November 1875 den Klub Globus, dessen Zweck es war,

„…den Brüdern der Loge Zur goldenen Kugel Gelegenheit zu bieten, näher miteinander bekannt zu werden und in dieser Weise Geselligkeit und Brudersinn zu fördern…“

In der Loge Zur goldenen Kugel bildete sich somit eine Opposition von nunmehr 44 Brüdern innerhalb der damals 142 Brüder zählenden Loge.

#### Globus
Nachdem der Streit um die nicht zurückgezahlten Spendengelder weiter eskalierte und ein Ende des Streits nicht absehbar war, traten am 30. Juni 1876 34 Brüder aus der Loge Zur goldenen Kugel aus. 28 von ihnen beschlossen die Gründung einer neuen Loge. Mit Hilfe des erfahrenen Graupensteins, der immer noch an Logenbesuchen gehindert war, nicht jedoch am Besuch des Klub Globus, richteten die Brüder einen Antrag auf Erteilung eines Konstitutionspatentes an die Großloge Zur Sonne in Bayreuth, die ein anderes Logensystem hatte als die Große Landesloge der Freimaurer von Deutschland, der die Provinzialloge Niedersachsen unterstand. Als Logenname wählten sie Globus. Am 5. September 1876 wurde das Gesuch nach Bayreuth geschickt, am 12. September fand die Wahl des Beamtenrats statt und am 19. September kam die Genehmigung aus Bayreuth. Seit der Mitgliederversammlung am 6. Oktober 1876 existierte der überflüssig gewordene Klub Globus nicht mehr, dessen Name und Großteil der Mitglieder ja bereits in Johannisloge Globus aufgegangen waren. Am 1. Dezember 1876 wurde die Loge feierlich eröffnet. Am 15. Dezember wurde Graupenstein zum Ehrenmitglied der Loge ernannt und trat auch etwas später der Loge bei, nachdem er aus der Loge Zur goldenen Kugel ausgetreten war.
Am 5. März 1880 beging Graupenstein, der zum Meister vom Stuhl der Loge Globus gewählt worden war, sein fünfundzwanzigjähriges Freimaurer-Jubiläum. Die von ca. 140 Logenbrüdern besuchte Festloge erhielt dadurch eine besondere Weihe, indem er die Aufnahme einer seiner Söhne in die Loge vollzog. Am 21. Juni enthüllte er auf der Feier zum fünfzigjährigen Freimaurer-Jubiläum des Meisters vom Stuhl der Hamburger Loge Zur Brudertreue an der Elbe Johann Friedrich Hoffmann dessen gemaltes Porträt. Im März 1883 bedankte er sich in seinem Vortrag am Stiftungsfeste der Johannis-Loge in Hamburg für die dritte Wiederwahl zum Meister vom Stuhl. Das laufende Jahr war nun sein viertes Jahr in Folge als Meister vom Stuhl der Loge Globus.
1883 wurde auch von Bremen aus einen Antrag auf Erteilung eines Konstitutionspatentes an die Großloge Zur Sonne in Bayreuth gesendet, der auch genehmigt wurde. Kurz darauf wurde in Bremen die neue Loge Zur Hansa von Graupenstein eingeweiht. Für seine Verdienste wurde er auch in dieser Loge zum Ehrenmitglied ernannt.
In den letzten Jahren seines Lebens trat Friedrich Wilhelm Graupenstein vom Vorsitz der Loge Globus zurück, wurde aber dann von allen Mitgliedern der Loge zum Ehrenmeister ernannt.

## Schenkungen an das Mindener Museum
Der Unternehmer Günther Fielmann betreibt viele ökologische, soziale und gesellschaftliche Projekte, auch als Kunstmäzen ist der erfolgreiche Kunstsammler aktiv. Für ihn durchsucht der Kunsthistoriker Jürgen Ostwald Ausstellungs- und Versteigerungskataloge und reist, auf der Suche nach Kunstschätzen, durch ganz Deutschland. Bis zu 300 000 Euro gibt dieser jährlich aus, um selbst der Geschichte des kleinsten Dorfes hauptsächlich in Schleswig-Holstein, aber auch in Niedersachsen sozusagen ein Gesicht zu geben, beziehungsweise das vorhandene Gesicht zu verschönern. Für ihn stehen dabei nicht die größeren Museen im Vordergrund, sondern die kleinen, die oft von ehrenamtlichen Mitarbeitern geleitet werden. Allein von 2007 bis September 2009 kamen so über dreißig Museen in Schleswig-Holstein zu Werken, die sie sich aus eigenen Mitteln nicht hätten leisten können.
Im Juni 2014 überreichte die Fielmann AG der Stadt Minden als Schenkung für das Mindener Museum ein von Graupenstein gemaltes Ölporträt im Goldrahmen, des von 1850 bis 1851 amtierenden kommissarischen Bürgermeisters von Minden Leopold Johann Ernst von Pogrell. Am 4. März 2015 fand eine weitere Übergabe einer Schenkung von diesmal zwei Graupenstein-Porträts durch die Leiterin der Mindener Fielmann Niederlassung Ina Rinsche und den Kunsthistoriker Jürgen Ostwald im Mindener Museum statt. Beide Bilder und die dazugehörigen Goldrahmen wurden vorher im Auftrage der Fielmann AG restauriert. Sie zeigen Maria Franziska Caroline Wilhelmine Harten, geborene Schmidts, die Witwe des Mindener Weinhändlers Georg Friedrich Harten, und ihre Tochter Emilie Dorothea Auguste Wilhelmine von Pogrell, geborene Harten, die Ehefrau von Johann Ernst Leopold von Pogrell. Die drei Gemälde wurden im Oktober 1854 von Graupenstein in Minden gemalt und passen mit den gleichartigen, vergoldeten Rahmen stilistisch gut zueinander.

## Auszeichnungen
- Mai 1865:  Ehrenkreuz 1. Klasse mit goldener Krone des Oldenburgischen Haus- und Verdienstordens des Herzogs Peter Friedrich Ludwig[27][28] verliehen von Großherzog Peter II. von Oldenburg
- Um 1865: Brillantnadel mit Perle verliehen von der Großherzogin Elisabeth von Oldenburg

## Ausstellungen (Auswahl)
- Ab 1853: Kunstausstellungen neben der Hamburger Börse – Porträtzeichnungen
- 1858: 108. Kunstausstellung im Oldenburger Kunstverein – Drei Zeichnungen[29]
- 1880: Ausstellung in der alten Kunsthalle in Kiel – Porträts[30]
- 1889: Ausstellung in Hamburg – Ölgemälde: Porträt Albertus Freiherr von Ohlendorff

## Werke (Auswahl)
Maße: Breite × Höhe
- 1842 oder 1843: Odyssee (Tuschfeder-, Bleistift- oder kolorierte Zeichnung)
- 1842 oder 1843: Satyr (Tuschfeder-, Bleistift- oder kolorierte Zeichnung)
- 1842 oder 1843: Szene aus der griechischen Mythologie (Tuschfeder-, Bleistift- oder kolorierte Zeichnung)[31]
- 1845: Die Auffindung des Erichthonios, aquarellierte Federzeichnung auf Papier, 36 × 30 cm, Kopie nach Professor H. Meyer[32]
- Zwischen 1851 und 1853: Porträt Nikolaus Meyer, Öl auf Leinwand, 42,1 × 50,2 cm – Klassik Stiftung Weimar[33]
- 1852: Porträt Graf Georg Herbert zu Münster, Kreidezeichnung
- 1852: Porträt Gräfin Alexandrine zu Münster (Ehefrau von Graf Georg Herbert zu Münster), Kreidezeichnung
- 1852: Porträt Kronprinz Ernst August von Hannover aus dem Hause Hannover im Kindesalter, Kreidezeichnung
- 1853: Porträt Großherzog Paul Friedrich August von Oldenburg, Öl auf Leinwand, 90 × 123 cm – Fürstenzimmer, Stadtmuseum Oldenburg[34]
- 1854 (Oktober): Porträt Leopold Johann Ernst von Pogrell (1850 bis 1851 kommissarischer Bürgermeister von Minden), Öl auf Leinwand, 52,5 × 63 cm – Mindener Museum[35]
- 1854 (Oktober): Porträt Emilie Dorothea Auguste Wilhelmine von Pogrell, geborene Harten, Öl auf Leinwand, 53 × 63 cm – Mindener Museum[36][37]
- 1854 (Oktober): Porträt Maria Franziska Caroline Wilhelmine Harten, geborene Schmidts, Öl auf Leinwand, 52,5 × 63 cm – Mindener Museum[38][39]
- Um 1855: Porträt August Bolten, Öl auf Leinwand – Hamburger Kunsthalle
- 1859: Porträt Johanne Dorothee Wilkens, geborene Peters (Ehefrau von Johann Diedrich Wilkens, Leibkammerdiener des Großherzogs Paul Friedrich August von Oldenburg), Bleistiftzeichnung – Stadtmuseum Oldenburg[40]
- Vor 1861: Porträt Sophie Magdalena Friederike Schütte, geborene Haak, Zeichnung auf Papier, 21 × 29 cm – Stadtgeschichtliches Museum Leipzig[41]
- 1865 (oder vorher): Porträt Großherzog Peter II. von Oldenburg
- 1868: Porträt Hermann Harder (Begründer und Bevollmächtigter der See- und Fluß-Assecuranz-Compagnie von 1842), Öl auf Leinwand[42]
- 1869: Porträt Kapitän Wilhelm von Bremen, Öl auf Leinwand
- 1869: Porträt Frau des Kapitäns Wilhelm von Bremen mit Töchterchen, Öl auf Leinwand, 84 × 100 cm[43]
- 1873: Porträt Wichard Lange, Öl auf Leinwand – Museum für Hamburgische Geschichte[44]
- Zwischen 1876 und 1886: Porträt Gerhard Hachmann als Präsident der Hamburgischen Bürgerschaft, Öl auf Leinwand[45][46]
- Zwischen 1877 und 1896: Porträt Elisabeth Anna von Oldenburg, geborene von Preußen, Öl auf Leinwand
- 1878: Kaiser Wilhelm I. nach dem Nobilingschen Attentat mit Krückstock und einem Arm in der Binde, Öl in Grautönen auf Leinwand (im Auftrag eines industriellen Kunsthändlers, zum Zweck der Vervielfältigung durch die Fotografie)
- 1880 (oder kurz vorher): Porträt Johann Friedrich Hoffmann (Hamburger Schulrat, Schulvorsteher und Meister vom Stuhl der Hamburger Loge Zur Brudertreue an der Elbe), Öl auf Leinwand
- 1882: Porträt Albert Ballin, Öl auf Leinwand – Hapag-Lloyd AG[47]
- 1888: Porträt der Enkelin Olga Graupenstein, Öl auf Leinwand, 52 × 66,5 cm – Hamburger Kunsthalle[48]
- 1889: Porträt Albertus Freiherr von Ohlendorff, Öl auf Leinwand, 93,2 × 135,5 cm – ausgestellt 1889 in Hamburg – Museum für Hamburgische Geschichte (Geschenk von Carl Lothar Freiherr von Ohlendorff)[49]
- 1889: Porträt Charlotte Freifrau von Ohlendorff, geborene Meyer, Öl auf Leinwand – Museum für Hamburgische Geschichte[50]
- 18??: Heiliger Antonius von Padua mit dem Christuskinde, Kopie nach Bartolomé Esteban Murillo – Befand sich im Besitz von König Georg V. von Hannover
- 18??: Witwe, Kopie nach Carl Wilhelm Hübner
- 18??: Antike Kanne (Zeichnung oder Aquarell)
- 18??: La Modestie nach Raffael (Zeichnung oder Aquarell)
- 18??: Schutzengel (Zeichnung oder Aquarell)
- 18??: Kopf (Zeichnung oder Aquarell)[51]
- 18??: Porträt des Präsidenten von Venezuela Antonio Guzmán Blanco, Öl auf Leinwand
- 18??: Porträt Friedrich August von Oldenburg
- 18??: Porträt einer jungen Dame, Öl auf Leinwand (von dem Gemälde existiert auch eine Kopie von der Malerin und Restauratorin Alla Avdonina Legoux[52]) – Privatsammlung, Hamburg

Weitere Ölporträts (unter anderen): G. H. Riege, Th. Tielemann, Friedrich Wilhelm Klöpper, U. G. Todtenhaupt, Konsul Gustav Heinrich Christian Rohlsen (seine Frau Bertha Rohlsen war passives Brücke-Mitglied und Schwester von Paul Rauert), Julius Hüniken, Dr. Julius Engel-Reimers, Karl Hempell, Arnold Krug, G. Unkart, Prof. Dr. Bahnson, F. Wilhelm Buck (Pastor an der Hauptkirche St. Nikolai), Pastor Dr. Dettmer, Timäus Wilhelm Gotthard Ritter (Pastor an der Hauptkirche St. Petri) und Hauptpastor Hermann Spörri.
Lithografien
- Ca. 1857: Zwei vierhändig spielende mecklenburgische Gutsbesitzer
- 1858: Ballettmeister und Solotänzer August Levasseur (Erster Tänzer an der Académie Royale de musique, dann Ballettmeister und Solotänzer am Hamburgischen Stadttheater) in ganzer Größe während des Tanzes
- 1859: Porträt Georg Johann Heinrich Siemers (Oberalter, Präses des Kollegiums der Oberalten und der Hamburgischen Bürgerschaft, Vater von Edmund Siemers[53]), 35,9 × 56 cm, Lithographisches Institut Charles Fuchs – Staats- und Universitätsbibliothek Hamburg
- 1859: Die letzten Oberalten von Hamburg 1859 (Abgebildete in Amtstracht: Johann Georg Friedrich Goering, Gustav Schmidt, Johann Diedrich Bieber, August Laurentius Koch, Johann Heinrich Gläser, Carl Philipp Heinrich Möring, Heinrich Friedrich Oldermann, Octavio Rudolph Schroeder (auch Schröder), Georg Johann Heinrich Siemers (Präses), Johann Jürgen Nikolaus Albrecht, Johann Christian Hinsch, Hermann Gries (Oberaltensekretär), Friedrich Jakob Tesdorpf, Johann Jacob Michael Garben, Ernst Albers und Johann Roosen-Runge)[54] (sehr kleine Auflage, nur 32 Stück)
- 1859: Porträt Nicolaus Hudtwalcker, 35,9 × 56,1 cm, Lithographisches Institut Charles Fuchs – Staats- und Universitätsbibliothek Hamburg
- 1859: Porträt Johann Heinrich Boeckmann (auch Böckmann, Eigentümer der Gärtnerei am Harvestehuder Weg), 35 × 55,5 cm, Lithographisches Institut Charles Fuchs – Staats- und Universitätsbibliothek Hamburg
- Um 1860: Porträt H. C. Jensen (Rektor an der Pinneberger Bürgerschule), 35,4 × 48,9 cm, Lithographisches Institut Charles Fuchs – Schleswig-Holsteinische Landesbibliothek[55]
- 1860: Porträt Carl Friedrich Petersen[56]
- 1860: Porträt Dr. Weißflog (oldenburgischer Naturarzt)
- 1860: Porträt Heinrich Wilhelm Röper (Modehaus Röper & Messerschmidt (Christoph Drecoll war dort Lehrling)), 32 × 44 cm – Staats- und Universitätsbibliothek Hamburg
- 1861: Porträt H. A. Hellmich (Kaufmann), 35,6 × 55,5 cm, Lithographisches Institut Charles Fuchs – Staats- und Universitätsbibliothek Hamburg
- 1861: Porträt Friedrich Wilhelm Jahn (Küpermeister), 35,3 × 51 cm, Lithographisches Institut Charles Fuchs – Schleswig-Holsteinische Landesbibliothek
- 1861: Porträt Friedrich Wilhelm Jahn (Küpermeister), 37 × 51 cm, Lithographisches Institut Charles Fuchs – Staats- und Universitätsbibliothek Hamburg
- 1861: Porträt C. C. E. Sprinckhorn (Beeideter Tarator, Mobilienhändler), 35,9 × 56 cm, Lithographisches Institut Charles Fuchs – Staats- und Universitätsbibliothek Hamburg
- 1861: Porträt Carl (auch Karl) August Stoffert, 31,5 × 41,1 cm, Lithographisches Institut Charles Fuchs – Staats- und Universitätsbibliothek Hamburg
- Um 1862: Porträt Generalmajor Freiherr August Karl von und zu Egloffstein, 34,1 × 46,3 cm, Lithographisches Institut Charles Fuchs – Schlossmuseum Jever[57]
- 1862: Porträt Joachim Steetz, 25,1 × 35,5 cm, Lithographisches Institut Charles Fuchs – Staats- und Universitätsbibliothek Hamburg
- 1863: Porträt Johann Friedrich Ludwig Theodor Merzdorf, 38,9 × 57,5[58]
- 1863: Porträt Johann Ludwig Mosle
- 1863: Porträt Karl Friedrich Georg von Ahlefeld (dänischer Kammerherr), 35,2 × 49,1 cm, Lithographisches Institut Charles Fuchs – Schleswig-Holsteinische Landesbibliothek
- 18??: Porträt Claire von Ahlefeld (Ehefrau von Karl Friedrich Georg von Ahlefeld)[59]
- 1864: Porträt C. H. Harmsen (Gärtner), 33,8 × 42,4 cm, Lithographisches Institut Charles Fuchs – Staats- und Universitätsbibliothek Hamburg
- 1864: Porträt Martin Hieronymus Hudtwalcker, 47 × 61,5 cm, Lithographisches Institut Charles Fuchs – Staats- und Universitätsbibliothek Hamburg
- 1864: Porträt Johann Karl Stauffer (Gutsbesitzer auf Steinwehr), 33,7 × 47,2 cm, Lithographisches Institut Charles Fuchs – Schleswig-Holsteinische Landesbibliothek
- 1864: Porträt Johann Karl Stauffer (Gutsbesitzer auf Steinwehr), 37,1 × 53,9 cm, Lithographisches Institut Charles Fuchs – Staats- und Universitätsbibliothek Hamburg
- 1864: Porträt C. G. Tittel (Oberpolizeivogt), 45,7 × 65 cm, Lithographisches Institut Charles Fuchs – Staats- und Universitätsbibliothek Hamburg
- Um 1865: St. Ansgar (nach einem Gemälde des früheren Hamburger Domes, heute in St. Petri), 37 × 48 cm, Lithographisches Institut J. Köhler – Staats- und Universitätsbibliothek Hamburg
- 1865: Porträt H. F. Flügger, 38,8 × 55,1 cm, Lithographisches Institut Charles Fuchs – Staats- und Universitätsbibliothek Hamburg
- 1866: Porträt Herr Gräser, 47,2 × 62,7 cm, Lithographisches Institut Charles Fuchs – Staats- und Universitätsbibliothek Hamburg
- 1866: Porträt Frau Hirst, 34,8 × 43,9 cm – Staats- und Universitätsbibliothek Hamburg
- 1866: Porträt Simon May (Vater von Raphael Ernst May), 36,5 × 53,8 cm, Lithographisches Institut Charles Fuchs – Staats- und Universitätsbibliothek Hamburg
- 1867: Porträt Frau Booregard, 35 × 45 cm – Staats- und Universitätsbibliothek Hamburg
- 1867: Porträt Dorrinck (Hauptmann und Adjutant im Generalstab des Hamburger Bürgermilitär), 42,1 × 54,1 cm, Lithographisches Institut Charles Fuchs – Staats- und Universitätsbibliothek Hamburg
- 1867: Porträt Georg von Holten (Tabaksmakler), 34 × 43,8 cm, Lithographisches Institut Charles Fuchs – Staats- und Universitätsbibliothek Hamburg
- 1867: Porträt Carl Merbach (Schlachtermeister), 39 × 51,7 cm – Staats- und Universitätsbibliothek Hamburg
- 1867: Porträt Gustav Wilhelm Theodor Johannes Ahlhorn (Oberleutnant, Lehrer an der Militärschule in Oldenburg)[60]
- 1867: Porträt Julius Mosen auf dem Totenbett – Klassik Stiftung Weimar[61]
- 1868: Zur Erinnerung an das 25 jähr. Jubiläum des Herrn Oberalten C. P. H. Möhring, Blatt mit Oberaltenstift oben[62]
- 1868: Zweites Oberalten-Bild, das dem von 1859 ähnelt, die Anordnung der Personen jedoch anders ist. Im Hintergrund hängt ein Bild vom Oberaltenstift an der Wand.
- 1868: Porträt Friedrich Wilhelm Beck (Kommissionär von Schlachtvieh), 46 × 62,5 cm, Lithographisches Institut Charles Fuchs – Staats- und Universitätsbibliothek Hamburg
- 1868 Porträt A. E. B. Maack (Hauptmann und Chef der 5. Company, 6. Bataillon des Hamburger Bürgermilitär), 38,5 × 50,3 cm, Lithographisches Institut Charles Fuchs – Staats- und Universitätsbibliothek Hamburg
- 1868: Porträt Maurermeister Theilig, 45 × 61 cm, Lithographisches Institut Charles Fuchs – Staats- und Universitätsbibliothek Hamburg
- 1868: Porträt J. L. Tiedemann, 44,1 × 59,8 cm, Lithographisches Institut Charles Fuchs – Staats- und Universitätsbibliothek Hamburg
- 1869: Porträt Therese Behn, geborene Sieveking (der Bruder ihres Großvaters Johann Peter Sieveking war Georg Heinrich Sieveking), 30 × 47 cm, Lithographisches Institut Charles Fuchs – Staats- und Universitätsbibliothek Hamburg
- 1869: Porträt Frau Kirchner[63]
- 1869: Porträt Frau Knöhr (?), 36,2 × 46,5 cm, Lithographisches Institut Charles Fuchs – Staats- und Universitätsbibliothek Hamburg
- 1869: Porträt Ludwig Christian Streit (Hotelier, Streit's Hotel im Streits-Haus am Jungfernstieg), 36,5 × 52,7 cm, Lithographisches Institut Charles Fuchs – Staats- und Universitätsbibliothek Hamburg
- 1869: Porträt Constantin Wolters, 40,8 × 57,4 cm, Lithographisches Institut Charles Fuchs – Staats- und Universitätsbibliothek Hamburg
- 1869: Porträt Wichard Lange, 25 × 35 cm, Lithographisches Institut Charles Fuchs – Staats- und Universitätsbibliothek Hamburg
- 1869: Porträt Timäus Wilhelm Gotthard Ritter (Pastor an der Hauptkirche St. Petri), Lithographisches Institut Charles Fuchs[64]
- 1870: Porträt Heinrich Bohn, 35,1 × 44,1 cm, Lithographisches Institut Charles Fuchs – Staats- und Universitätsbibliothek Hamburg
- 1870: Porträt Herr Bordier, 45 × 62 cm, Lithographisches Institut Charles Fuchs – Staats- und Universitätsbibliothek Hamburg
- 1870: Porträt Christian Ludwig Holtzey, 35 × 46 cm, Lithographisches Institut Charles Fuchs – Staats- und Universitätsbibliothek Hamburg
- 1870: Porträt J. F. C. Refardt, 37,2 × 55,4 cm, Lithographisches Institut Charles Fuchs – Staats- und Universitätsbibliothek Hamburg
- 1870: Porträt Heinrich Rues (in Uniform des Hamburger Infanterie-Regiments Nr. 76), 23,8 × 31,2 cm, Lithographisches Institut Charles Fuchs – Staats- und Universitätsbibliothek Hamburg
- 1870: Porträt Giselbert Franz Benjamin Stierling (Portepee-Fähnrich im 1. Magdeburgischen Infanterie-Regiment Nr. 26), 31,6 × 44,5 cm, Lithographisches Institut Charles Fuchs – Staats- und Universitätsbibliothek Hamburg
- 1870: Porträt H. F. W. Lau, 41,3 × 55,2 cm, Lithographisches Institut Charles Fuchs – Staats- und Universitätsbibliothek Hamburg
- 1871: Porträt Johannes Ehrenfried Rümcker (Assekuranzmakler), 36,8 × 53,8 cm, Lithographisches Institut Charles Fuchs – Staats- und Universitätsbibliothek Hamburg
- 1871: Porträt F. C. L. Wage, 39,2 × 53,3 cm, Lithographisches Institut Charles Fuchs – Staats- und Universitätsbibliothek Hamburg
- 1872: Porträt Frau Lau, 42,1 × 59 cm, Lithographisches Institut Charles Fuchs – Staats- und Universitätsbibliothek Hamburg
- 1872: Porträt Johann Roosen-Runge (Oberalter 1857), 37,5 × 57,6 cm, Lithographisches Institut Charles Fuchs – Staats- und Universitätsbibliothek Hamburg
- 1875: Porträt Alphonse Macarez, 25,5 × 33,7 cm – Porträtsammlung der Börsenvereinsbibliothek, Deutsches Buch- und Schriftmuseum[65]
- 1878: Porträt Gustav Karsten, 29,4 × 35,5 cm, Lithographisches Institut Charles Fuchs – Schleswig-Holsteinische Landesbibliothek
- 1879: Porträt Johann Tobias Beck, ca. 21,5 × 24,5 cm, Lithographische Anstalt Wilhelm Fenck[66]
- 1888: Porträt Anschel Stern (Oberrabbiner von Hamburg), 36,4 × 49,5 cm, Lithographische Anstalt Wilhelm Fenck – Staats- und Universitätsbibliothek Hamburg
- 18??: Porträt Herr Grützmacher, 47,1 × 62,6, Lithographisches Institut Charles Fuchs – Staats- und Universitätsbibliothek Hamburg
- 18??: Porträt des Bildhauers Julius Lippelt
- 18??: Porträt des Königs von Siam Mongkut
- 18??: Porträt des Präsidenten von Venezuela Antonio Guzmán Blanco

## Schriften
- 1870 Geschichte der St. Johannis-Loge zur goldenen Kugel in Hamburg: Handschrift für Brüder, Hamburg (Digitalisat)
- 1871 Geschichte der St. Johannis-Loge zum Pelikan in Hamburg: Handschrift für Brüder. Vorwort: Wichard Lange, Hamburg[67]
- 1880 Vierseitiger Artikel Stiftungsfest-Vortrag in der freimaurerischen Zeitschrift Die Bauhütte, Nr. 4 vom 24. Januar 1880 (Digitalisat)
- 1883 Vierseitiger Artikel Vortrag zu Stiftungsfeste der Johannis-Loge Globus in Hamburg in der freimaurerischen Zeitschrift Die Bauhütte, Nr. 12 vom 17. März 1883 (Digitalisat)